# Občanská demokratická strana
Občanská demokratická strana (zkratka ODS) je česká středopravicová liberálně konzervativní politická strana, vládní v letech 1992–1997, 2006–2009, 2010–2013 a opět od prosince 2021, vždy jako nejsilnější koaliční partner. S výjimkou voleb v roce 2013 byla ve všech volbách do Poslanecké sněmovny Parlamentu České republiky jedním ze dvou nejúspěšnějších kandidujících subjektů a po volbách v roce 2021 jde o jedinou stranu s neustálým zastoupením v Poslanecké sněmovně České republiky. Strana se profiluje jako konzervativní a ekonomicky liberální proevropská strana. ODS je společně s britskými Konzervativci a polskou Právo a Spravedlnost jednou ze zakládajících stran evropské skupiny Evropští konzervativci a reformisté. Hlavními hesly programu strany jsou „nízké daně, zdravé veřejné finance, nezadlužená budoucnost, podpora rodin s dětmi a sociálně potřebnými, adresný sociální systém, snižování byrokracie, uvolnění podnikání, bezpečný stát a transatlantická vazba.“
ODS vznikla na ustavujícím kongresu v dubnu 1991 po rozpadu Občanského fóra. Jejím zakladatelem a předsedou až do roku 2002 byl Václav Klaus, následně zvolený prezidentem. Druhým předsedou v období 2002–2010 byl původně ostravský senátor Mirek Topolánek, který v letech 2006–2009 vykonával i funkci předsedy vlády. V roce 2010 byl zvolen třetím předsedou strany Petr Nečas, kterého po kauze Nagyová roku 2014 vystřídal někdejší rektor Masarykovy univerzity v Brně Petr Fiala, který se stal v listopadu 2021 premiérem. Současným prvním místopředsedou je ministr financí Zbyněk Stanjura. Řadovými místopředsedy jsou pak ministr kultury Martin Baxa, ministryně spravedlnosti Eva Decroix, ministr dopravy Martin Kupka a europoslanec Alexandr Vondra.
Straně se dlouhodobě nedaří udržet členskou základnu. K 1. dubnu 2009 měla ODS celkem 34 tisíc členů, kteří byli organizováni v 1 461 místních, 92 oblastních a 14 regionálních sdruženích. V roce 2015 klesl počet členů pod 15 tisíc, v roce 2021 na 12,5 tisíce a v roce 2024 na 11  070 členů. Oficiální mládežnickou organizací je Mladá ODS. Za neoficiální mládežnickou organizaci jsou označováni Mladí konzervativci, kteří dnes ovšem nejsou spojeni pouze s ODS – je u nich i malé množství členů a podporovatelů jiných stran.

## Program
Současný volební program ODS má čtyři pilíře, pojmenované Poctivá práce místo sociálních dávek, Svobodné podnikání a nízké daně, Více svobody místo neustálých kontrol a Sebevědomá země s vlastním názorem. Za základ ODS označuje rodinu, prosazuje přijetí odpovědnosti každého za vlastní život a princip „kdo odmítá pracovat, musí počítat s omezováním sociálních dávek“. Cílem ODS je rovněž dosažení vyrovnaných rozpočtů a investice do infrastruktury, bezpečnosti a školství. Program ODS rovněž obsahuje uzákonění takzvané "dluhové brzdy". ODS odmítá narušování soukromí zbytečnými nařízeními a kontrolami. V zahraniční politice ODS prosazuje orientaci na Severoatlantickou alianci a Evropskou unii.
ODS usiluje o reformu Evropské unie, obzvláště po ratifikaci Lisabonské smlouvy v roce 2009. ODS usiluje o referendum o přijetí eura, ačkoli se Česká republika svým vstupem do Evropské unie v roce 2004 zavázala euro přijmout. ODS odmítá druhé referendum o členství České republiky v Evropské unii, vystoupení České republiky z EU označuje za nerealistické až nebezpečné. Petr Fiala před eurovolbami 2019 tvrdil, že rozbíjet Unii a odcházet není dobrá volba a že ODS je vahou mezi dvěma extrémy, protievropskými radikály a integračními fanatiky. Od vzniku koalice SPOLU se však ODS od minulých výroků spíše distancuje a prezentuje se nyní jako proevropská protiváha populistickým silám jako hnutí ANO.
Strana se označuje za hodnotově konzervativní. Mimo jiné odmítá stejnopohlavní manželství či ratifikaci Istanbulské úmluvy. V minulosti pak občanští demokraté zčásti vystupovali proti uzákonění registrovaného partnerství, které její dřívější předseda Václav Klaus jako prezident České republiky vetoval a později jeho novelu nepodepsal, ačkoli ve skupině předkladatelů zákona byli Kateřina Dostálová, Lucie Talmanová či Vladimír Doležal z ODS.

## Zahraniční orientace
Občanská demokratická strana byla od roku 1992 členem Evropské demokratické unie (EDU), společného pravicového uskupení několika desítek evropských politických stran liberálního a křesťanskodemokratického zaměření. Od roku 2009 je na evropské úrovni zakládajícím členem Strany evropských konzervativců a reformistů (ECR). Prvním předsedou ECR byl v letech 2009–2020 dlouholetý euroskeptický politik ODS a europoslanec Jan Zahradil, který se v evropských volbách 2019 stal celoevropským „spitzenkandidátem“.
Občanská demokratická strana spoluzakládala (společně s britskými a polskými konzervativci) evropskou politickou stranu Hnutí za evropskou reformu a evropskou parlamentní skupinu Evropští konzervativci a reformisté (ECR).
Počátkem roku 2019 ODS požádala vládu, aby Česká republika uznala Jeruzalém jako hlavní město Izraele. Jednalo se o spornou záležitost, protože východní Jeruzalém byl Izraelem nelegálně anektován v roce 1980 a Palestinci ho nadále považovali za hlavní město budoucího státu Palestina.
Strana je silně orientovaná na Severoatlantickou alianci a spolupráci s USA a Izraelem. Komplikovanější je již zmíněný postoj k Evropské unii. V 90. letech se ODS orientovala proevropsky, vstup do EU byl stálým pilířem programu ODS. Na přelomu 20. a 21. století ODS začala vystupovat euroskeptičtěji a nacionalističtěji. Tento trend byl pozastaven odchodem Václava Klause z čela strany roku 2002. Část ODS odmítala roku 2007 přijetí Lisabonské smlouvy, předseda strany Mirek Topolánek však přijetí smlouvy nakonec prosadil. Po volbách 2013, které pro ODS skončily katastrofou, znovu posílil euroskeptický proud v ODS, euroskeptický politik Jan Zahradil se na několik let stal 1. místopředsedou strany. Po volbách roku 2017 začalo vedení ODS v čele s Petrem Fialou či místopředsedou strany Milošem Vystrčilem prosazovat proevropštější přístup, což ovlivnila i spolupráce s KDU-ČSL a TOP 09, které se dlouhodobě orientují výrazně proevropsky. Stranu naopak opustili, ať už nuceně či dobrovolně, politici vyloženě kritičtí vůči EU, jako například Václav Klaus mladší, Zuzana Majerová Zahradníková či Jan Zahradil. Strana však i nadále odmítá přijetí evropské měny Euro.

## Preference
Na počátku 90. let měla ODS velikou podporu u veřejnosti a preference se tehdy pohybovaly kolem 35 %. Po sarajevském atentátu podpora ODS slábla, nicméně po roce 1998 se preference začaly zvedat a pohybovaly se kolem 25 %. Po nástupu vlády České strany sociálně demokratické roku 2002 pak podpora sílila, a volby v roce 2006 tak přinesly největší zisk přes 35 % hlasů. Po pádu vlády se preference s ČSSD vyrovnaly, ale volby roku 2010 nakonec straně přinesly jen 20 %. Popularita následně prudce slábne, v předčasných sněmovních volbách v roce 2013 strana získává pouze 7,7 % a na konci roku se její preference pohybovaly už jen kolem 4 %. Po volbě nového vedení strany v lednu 2014 se nicméně propad preferencí zastavil, od té doby setrvávaly v rozmezí 6–9 %, což potvrdily i volby do Evropského parlamentu v květnu 2014. Po výrazné ztrátě preferencí se straně podařilo postupně získávat sympatizanty, což vedlo ve volbách do Poslanecké sněmovny roku 2017 k zisku 11,3 % hlasů. Přibližně mezi 9–15 % se pak pohybovaly preference strany v následujícím volebním období, o pozici nejsilnější opoziční strany se ODS z hlediska preferencí "přetahovala" s Českou pirátskou stranou. K dočasnému poklesu došlo poté, co se ODS na konci roku 2020 podílela na zrušení superhrubé mzdy spolu s hnutím ANO, kdy preference ODS načas klesly pod preference nejen hnutí ANO, ale i Pirátů, SPD a hnutí STAN. Po vzniku koalice SPOLU byly preference této formace nejprve přibližně 17–18 %, během léta 2021 začaly preference pomalu stoupat. V září se již preference SPOLU pohybovaly okolo 24 %, ve volbách dosáhla koalice výsledku 27,79 %. V průzkumu společnosti Kantar z března 2022 by strana samostatně dosáhla 21 %, v koalici SPOLU přes 32 %. Strana tak začala samostatně dohánět hnutí ANO, jež v preferencích samostatných stran několik let vede.

## Historie strany

### Klausova éra (1991–2002)

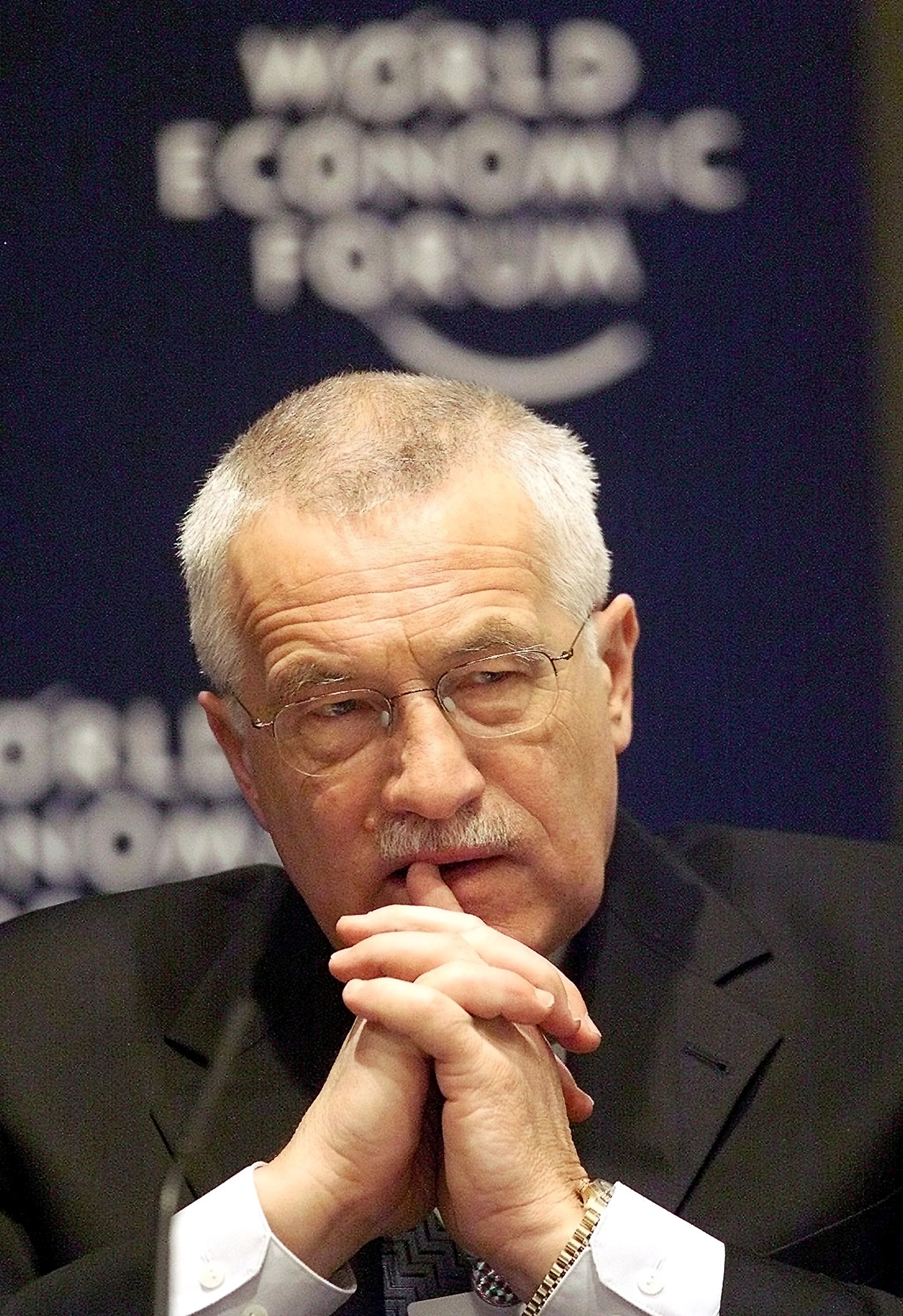
Zakladatel a předseda strany v letech 1991–2002 Václav Klaus

Občanská demokratická strana byla založena 20. dubna 1991 na ustavujícím kongresu v Olomouci. Občanské fórum se tím rozpadlo na dva subjekty: ODS a středolevé OH. Předsedou ODS se stal dosavadní předseda OF Václav Klaus. V listopadu 1991 ODS uzavřela koaliční dohodu s Křesťanskodemokratickou stranou (KDS) a na Slovensku s Demokratickou stranou. Ve volbách v roce 1992 zvítězila koalice ODS-KDS ve všech zákonodárných orgánech, ODS pak na federální úrovni uzavřela koalici s Hnutím za demokratické Slovensko a KDU-ČSL, v České republice pak s KDS a ODA. Premiérem Československa se stal Jan Stráský, premiérem České republiky pak Václav Klaus.
V průběhu roku 1992 se ODS z českých stran nejzásadněji zasloužila o rozpad Československa, hlavně díky iniciativě předsedy Václava Klause. V čele nezávislé České republiky pak provedla ODS zásadní transformační kroky a podílela se na začleňování země do západoevropských struktur; podala přihlášku ke vstupu do NATO i EU.
Dne 18. března 1996 se ODS sloučila s KDS, již společně tak šly do parlamentních voleb v červnu. V nich ODS znovu zvítězila, ovšem pravicová koalice získala pouze 99 poslaneckých křesel kvůli úspěchu ČSSD a SPR-RSČ). Po jednáních, do nichž se výrazně zapojil prezident Václav Havel, byla dohodnuta menšinová koalice ODS, KDU-ČSL a ODA, tolerovaná Českou stranou sociálně demokratickou, jejíž předseda Miloš Zeman se na oplátku stal předsedou Poslanecké sněmovny. Na podzim 1996 získala ODS v prvních volbách do Senátu 32 mandátů.
ODS však musela čelit vzrůstajícímu tlaku ze strany veřejnosti (způsobený především zhoršením ekonomické situace), strany koaličních partnerů a i z vlastních řad. V průběhu roku 1997 byl patrný mezi předními představiteli strany proud kritický k vedení Václava Klause. Na protest proti Klausovi a finančním skandálům ODS na podzim 1997 odstoupil významný člen strany a ministr zahraničních věcí Josef Zieleniec a později místopředsedové strany Jan Ruml a Ivan Pilip vyzvali Klause k odstoupení. Následně vládu opustili ministři za KDU-ČSL a ODA, což vedlo k premiérově demisi. Pro tyto události ODS zpopularizovala označení Sarajevský atentát, neboť výzva přišla během Klausovy návštěvy na summitu středoevropských zemí ve válkou zničeném Sarajevu. Přesto byl Václav Klaus v prosinci 1997 na 8. kongresu strany znovu zvolen předsedou ODS, což vedlo po krátkém problematickém období ke stabilizaci strany; Pilipovo a Rumlovo křídlo ji opustilo a v lednu 1998 založilo Unii svobody. ODS se pak nepodílela na dočasné polo-úřednické Tošovského vládě.
Po předčasných volbách v červnu 1998, v nichž dosáhla ODS nečekaně dobrého výsledku (druhá za ČSSD s 28 % hlasů), existovala možnost koalice některé z velkých stran s US a lidovci: unionisté však vládu s vítěznou ČSSD odmítli. Václav Klaus pak podle novináře Erika Taberyho nabídl Unii svobody a KDU-ČSL „velmi kruté podmínky“, které tyto strany odmítly jako vydírání. V této situaci ODS překvapivě uzavřela tzv. Opoziční smlouvu s ČSSD, podle níž se měl stát předsedou vlády Miloš Zeman výměnou za předsednictví obou komor parlamentu a důležitá správní místa pro ODS. Občanští demokraté také měli zajistit schválení zákonů navržených ČSSD včetně reformy volebního zákona, která měla posílit většinové prvky (a byla zamítnuta Ústavním soudem; nakonec prošla kompromisní podoba, která stále zvýhodňovala velké strany). To se setkalo s velkou nelibostí veřejnosti (Děkujeme, odejděte!), nicméně vláda přežila do konce volebního období.

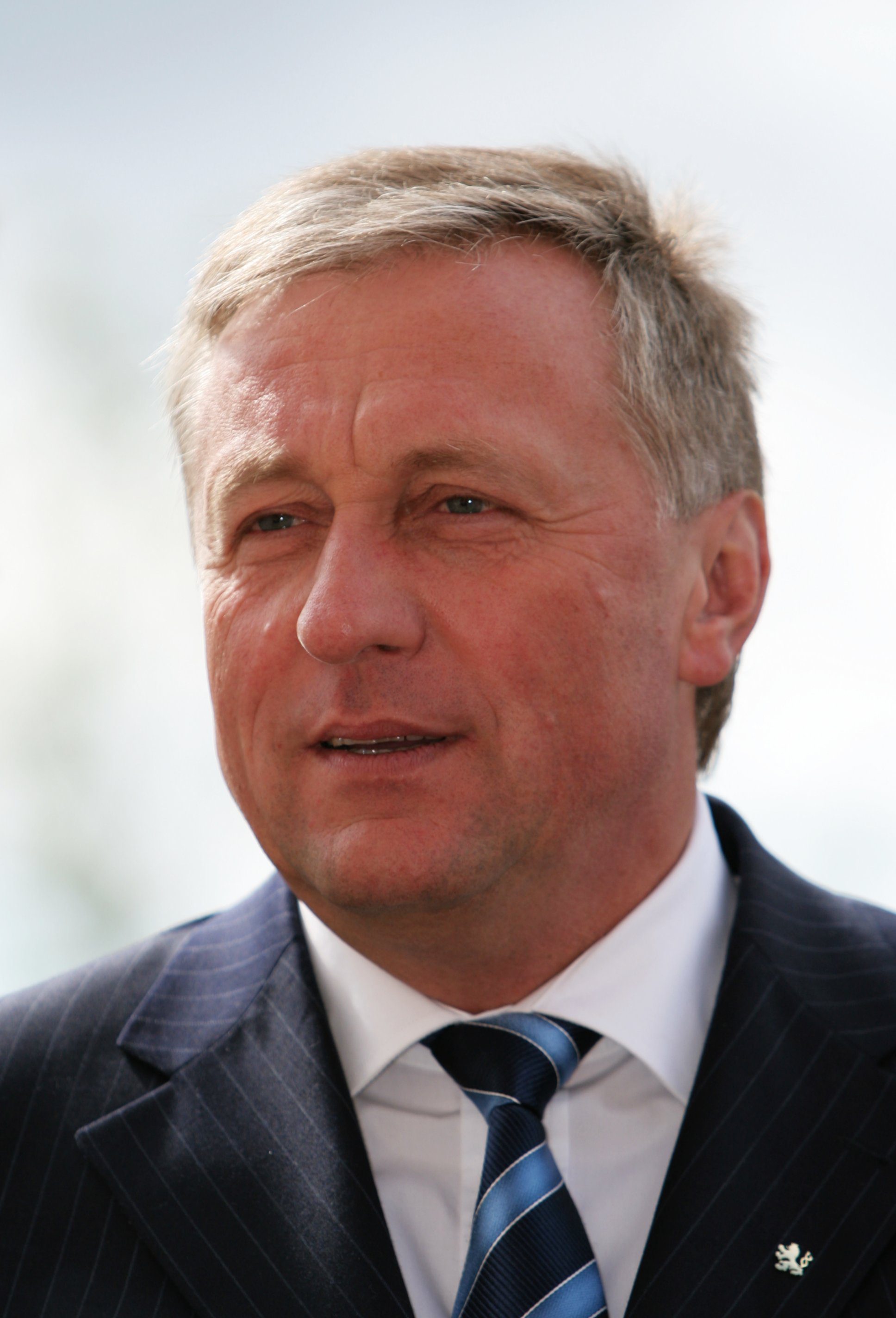
Mirek Topolánek, předseda strany v letech 2002–2010

Před volbami 2002 opustila ODS skupina okolo tehdejšího pražského primátora Jana Kasla. Nová strana se pojmenovala Evropští demokraté, roku 2006 se spojila se Sdružením nezávislých kandidátů do politické strany SNK Evropští demokraté.

### Topolánkova éra (2002–2010)
Ve volbách v červnu 2002 dosáhla ODS historicky třetího nejhoršího výsledku (24,5 % hlasů). Václav Klaus na podzim dal svou funkci k dispozici; na 13. kongresu ODS v prosinci 2002 byl novým předsedou zvolen ostravský senátor Mirek Topolánek, když o 11 hlasů porazil Petra Nečase. Od té doby ODS vyhrávala všechny volby, kterých se účastnila, až do drtivé porážky na podzim 2008. Jednalo se o následující hlasování:
- Prezidentské volby v roce 2003, kdy se prezidentem stal Václav Klaus
- Volby do Evropského parlamentu 2004, v nichž získala 9 z 24 mandátů
- Senátní a krajské volby 2004, v nichž získala 19 senátorských mandátů a hejtmany ve všech krajích vyjma Jihomoravského kraje
- Volby do Poslanecké sněmovny v roce 2006, po kterých se stal předseda ODS Mirek Topolánek premiérem
- Senátní a komunální volby 2006, po nichž získala ODS většinu křesel v Senátu (41 z 81)
- volba prezidenta České republiky v roce 2008, kdy byl znovuzvolen Václav Klaus
- Senátní a krajské volby 2008, v nichž získala jen tři senátorské mandáty a ztratila všech 12 hejtmanů

Po volbách v roce 2006, v nichž ODS po deseti letech opět zvítězila s historicky nejlepším výsledkem jakékoliv strany od vzniku republiky, sestavila ODS koaliční vládu s KDU-ČSL a Stranou zelených. Koaliční strany však získaly pouze 100 poslaneckých mandátů a tudíž se neobešly bez podpory poslanců Michala Pohanky a Miloše Melčáka, kteří opustili ČSSD. Patová situace vedla k několika měsícům křečovitého vyjednávání mezi stranami a politické nestabilitě.
Na konci roku 2006 tak ODS držela nejdůležitější ústavní i mocenské posty v zemi: post prezidenta republiky (Václav Klaus v té době ještě podporoval ODS), předsedy Senátu (Přemysl Sobotka), předsedy vlády (Mirek Topolánek), 12 ze 13 krajských hejtmanů (všechny mimo Jihomoravského kraje), primátory většiny statutárních měst (Praha, Brno, České Budějovice atd. mimo Ostravy). Jediný důležitý post, jehož nedržela ODS, byl post předsedy Poslanecké sněmovny (tím byl Miloslav Vlček z ČSSD).

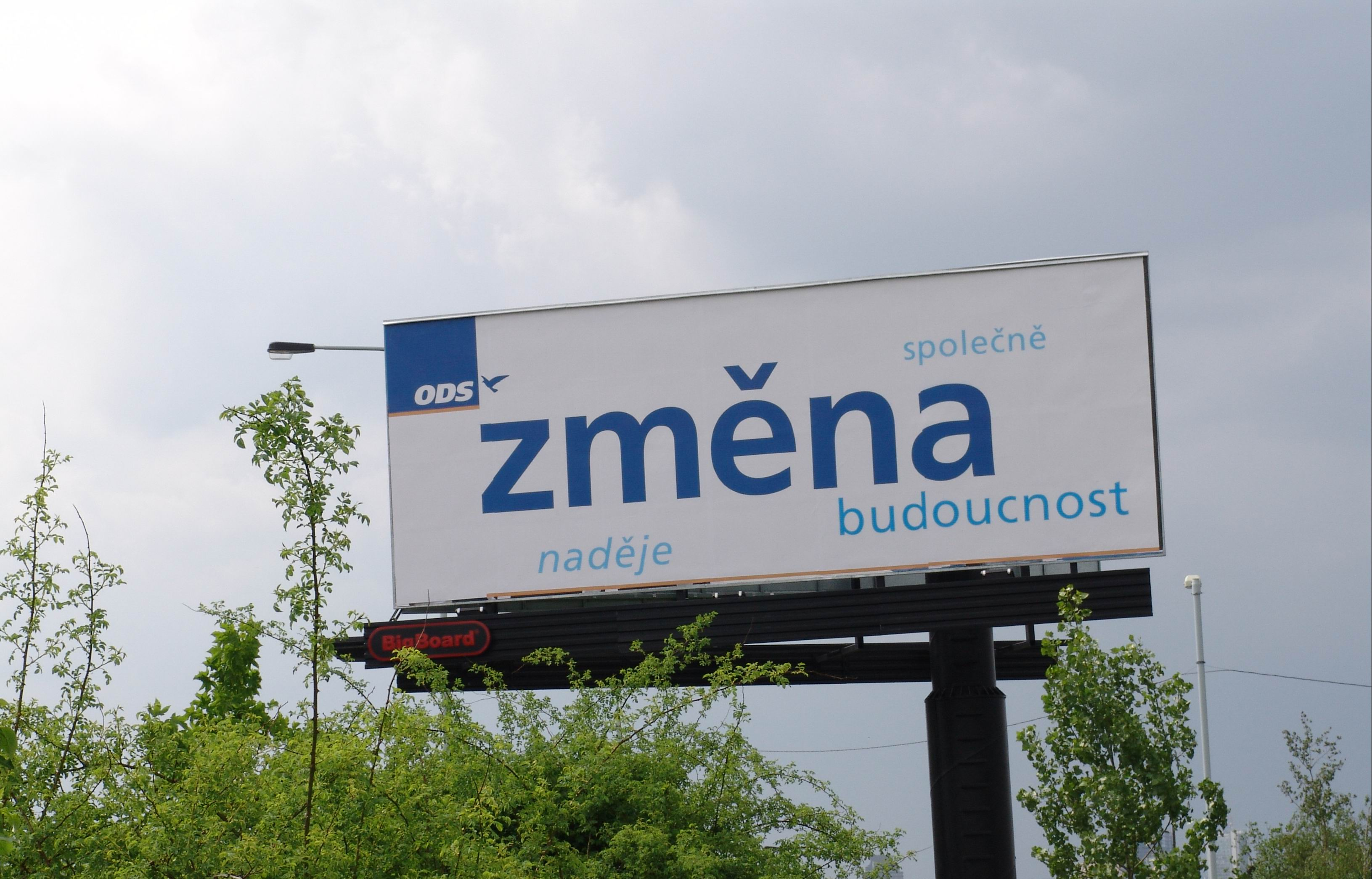
Předvolební billboard ODS do Poslanecké sněmovny v roce 2006

Mezi nejdůležitější kroky vlády ODS, která nakonec vznikla, patřila reforma veřejných financí, příprava Evropského předsednictví, důchodová a zdravotnická reforma. Volební prohra v říjnu 2008 ve volbách do Senátu a krajských zastupitelstev, kdy drtivě zvítězila opoziční ČSSD, se stala živnou půdou pro kritiky Topolánkova vedení strany a posílila konzervativněji zaměřené tzv. „rebely“, do jejichž čela se postavili Vlastimil Tlustý, prezident Václav Klaus a Pavel Bém. Mezi nimi a vedením ODS došlo k rychlému zhoršení vztahů, které vyvrcholilo demonstrativním odchodem Václava Klause z 19. kongresu ODS a vzdání se postu čestného předsedy. Na tomto kongresu se zároveň pokusil Topolánka vystřídat v čele strany Pavel Bém, ale Topolánek svůj post obhájil. V průběhu roku 2008 nicméně ODS i další koaliční strany přišly o podporu několika svých poslanců a v lednu 2009 vznikly nové strany, které se zaměřily na nespokojence z ODS. 24. března 2009 proběhlo hlasování o nedůvěře vládě. Poslanecká sněmovna vyjádřila nedůvěru kabinetu vedeného Mirkem Topolánkem; dva poslanci za ODS a dva za Stranu zelených se rozhodli vládu nepodpořit, hlavním z důvodů byl ostrý nesouhlas s tehdejšími praktikami.
Předseda strany Mirek Topolánek rezignoval oficiálně na svou funkci 13. dubna 2010. Jeho pravomoci do volebního kongresu převzal z rozhodnutí výkonné rady již 1. dubna pověřený místopředseda Petr Nečas. Toho pak 21. kongres Občanské demokratické strany zvolil předsedou strany.

### Nečasova éra (2010–2013)

#### Volby do Poslanecké sněmovny 2010
Volbám do Poslanecké sněmovny v roce 2010 předcházela turbulentní a vůbec nejdelší volební kampaň běžící prakticky od vyslovení nedůvěry Topolánkově vládě v březnu 2009. Původně se volby měly uskutečnit jako předčasné již v říjnu 2009. Ústavní soud však na návrh Miloše Melčáka, poslance zvoleného za ČSSD, zrušil parlamentem přijatý ústavní zákon, který předpokládal uskutečnění předčasných voleb stejnou cestou jako při obdobné situaci v roce 1998. Následně sice došlo k široké politické shodě na změně Ústavy, která zakotvila možnost samorozpuštění Poslanecké sněmovny. Těsně před hlasováním o rozpuštění Poslanecké sněmovny však ČSSD vedená Jiřím Paroubkem porušila přijaté dohody a neumožnila z důvodu obav o vlastní úspěch konání voleb v listopadu 2009. Volby tak proběhly až v řádném termínu v květnu 2010 a funkční období původně „letní překlenovací“ vlády Jana Fischera se protáhlo na více než rok.
V průběhu volební kampaně odstoupil 1. dubna 2010 z pozice volebního lídra předseda Mirek Topolánek. O 12 dní později pak rezignoval i na funkci předsedy. Výkonná rada ustavila novým volebním lídrem místopředsedu Petra Nečase. Ve volbách skončila ODS druhá (20,22 % hlasů a 53 mandátů) za vítěznou ČSSD, která získala 22,08 % hlasů a 56 mandátů. Pětiprocentní uzavírací klauzuli překročily dále TOP 09 (41 mandátů), KSČM (26 mandátů) a VV (24 mandátů).

#### ODS opět ve vládě

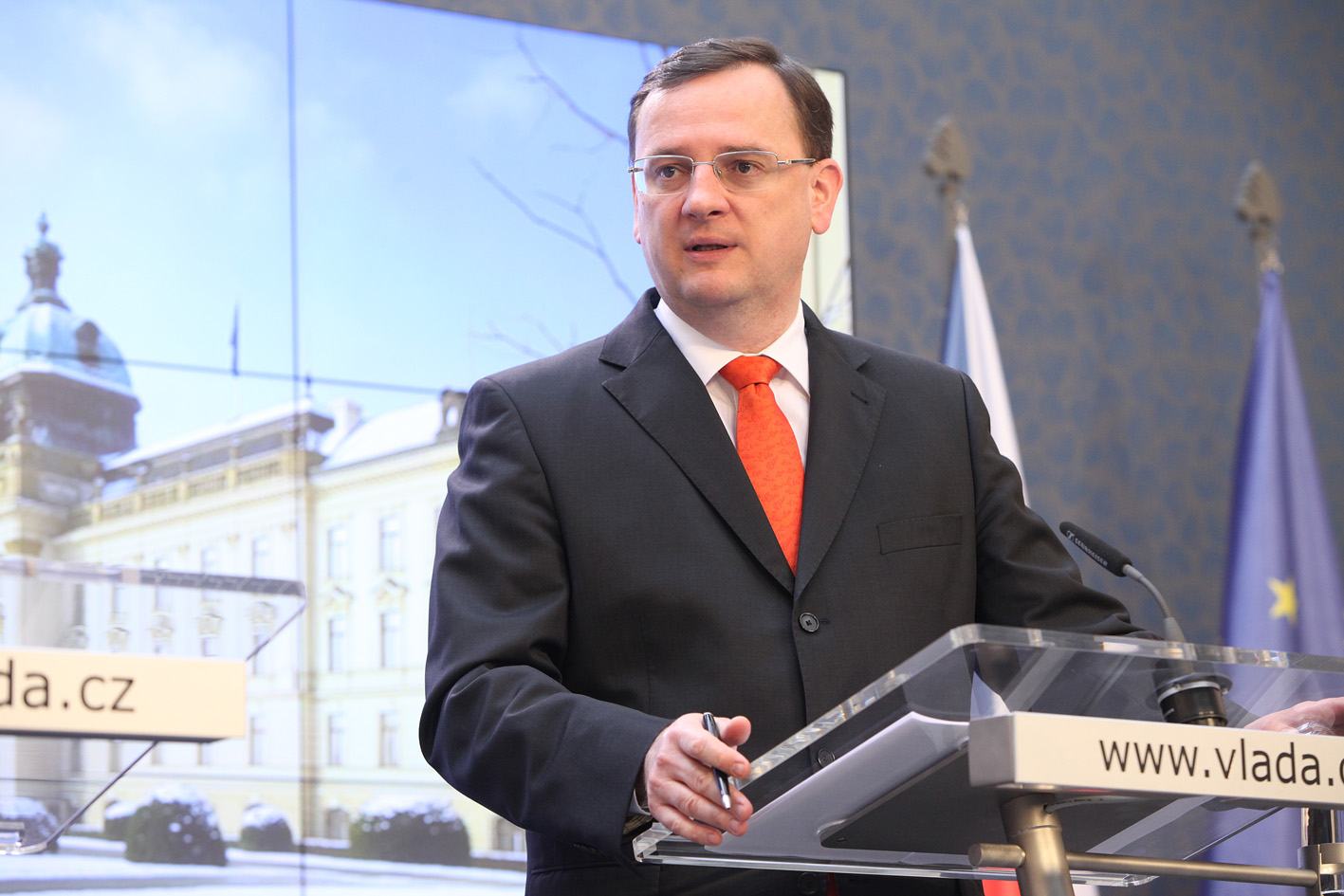
Petr Nečas, předseda strany v letech 2010–2013

Přestože ODS ve volbách nezvítězila, zahájila prakticky bezprostředně po volbách koaliční jednání s TOP 09 a VV. Prezident republiky reflektoval vůli středopravicových stran vytvořit vládu podporovanou jejich bezprecedentní 118mandátovou většinou v Poslanecké sněmovně a pověřil Petra Nečase vedením jednání o vzniku vlády.
Koaliční smlouva podepsaná mezi ODS, TOP 09 a VV rozdělila vládní křesla mezi smluvní strany v poměru 6 : 5 : 4. ODS vyslala do vlády Petra Nečase (premiér), Alexandra Vondru (ministr obrany), Jiřího Pospíšila (ministr spravedlnosti a předseda legislativní rady vlády), Pavla Drobila (ministr životního prostředí), Martina Kocourka (ministr průmyslu a obchodu) a Ivana Fuksu (ministr zemědělství). Vláda byla jmenována 13. července a Poslanecká sněmovna jí vyslovila důvěru 10. srpna. Během prvního roku vlády došlo k výměně některých ministrů nejmenšího koaličního partnera (VV) a také ke změně na postu ministra životního prostředí, kterým se v lednu 2011 stal Tomáš Chalupa. V říjnu pak na pozici ministra zemědělství vystřídal Ivana Fuksu dřívější ministr dopravy Petr Bendl.

#### Komunální a senátní volby 2010
V komunálních volbách, které se uskutečnily spolu s prvním kolem voleb do Senátu 15. a 16. října 2010, obhájila ODS své prvenství mezi politickými stranami v počtu získaných mandátů. V dresu ODS tak bylo zvoleno celkem 5 112 zastupitelů. Výchozí situace před senátními volbami byla pro ODS obtížná. Strana obhajovala vůbec nejvyšší počet mandátů, 18 z celkového počtu 27. Ve dvoukolovém senátním klání ODS získala 8 mandátů, když celkovým ziskem 12 mandátů zvítězila ČSSD. Rozložení sil v Senátu nezměnily ani doplňovací volby, ve kterých v březnu 2011 na Kladensku uspěla ČSSD.

#### Krajské a senátní volby 2012
Volby do zastupitelstev krajů se v roce 2012 uskutečnily 12. a 13. října. ODS zvítězila v Plzeňském kraji a celkově obsadila s 12,28 % hlasů třetí místo. Občanští demokraté potvrdili roli lídra pravice, když více hlasů dokázali získat jen sociální demokraté a komunisté.
Ve stejné dny roku 2012 proběhlo i první kolo voleb do Senátu. ODS obhajovala 14 mandátů, do druhého kola postoupilo 10 kandidátů. Nejvýraznější úspěch zaznamenal Jaroslav Kubera, který v prvním kole získal 40,49 % hlasů a následně, společně s dalšími třemi kandidáty, uspěl i ve druhém kole.

#### Předčasné volby do Poslanecké sněmovny Parlamentu České republiky 2013

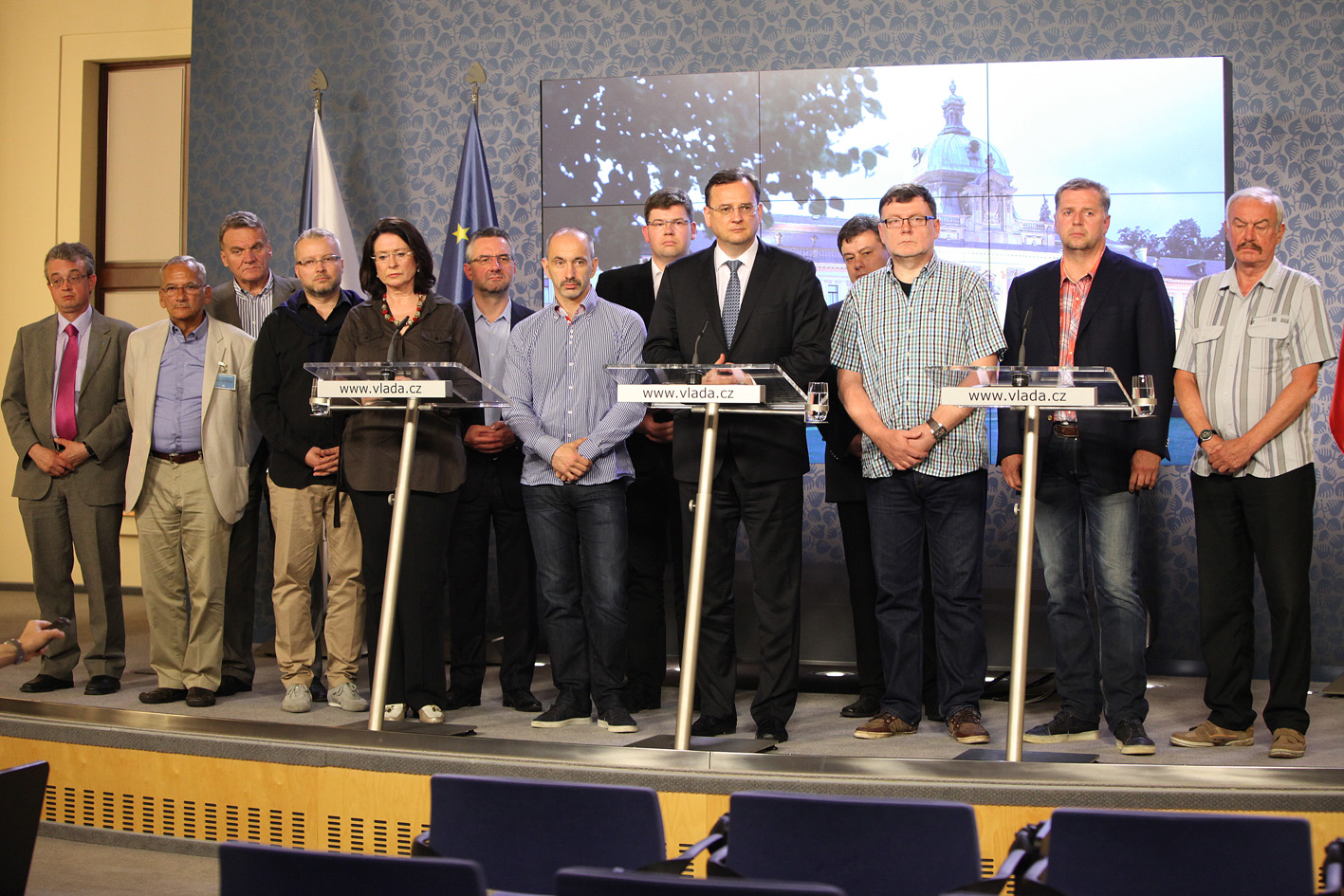
Představitelé ODS v čele s premiérem Petrem Nečasem oznamují demisi vlády, červen 2013

Předčasným volbám konaným ve dnech 25.–26. října 2013 předcházela politická krize, kterou odstartoval policejní zásah na Úřadu vlády pod vedením Roberta Šlachty a následná demise premiéra Petra Nečase kvůli kauze Nagyová. Následné vyšetřování premiérova okolí nakonec až po letech skončilo odsouzením premiérovy milenky, která nechala tajnými službami sledovat jeho tehdejší manželku, ODS už ale od počátku čelila tvrdým útokům a odsudkům ze strany médií i levicové a populistické opozice.
Několik dní po podání demise se ODS, TOP 09 a LIDEM dohodly na pokračování koaliční spolupráce, kterou by vedla místopředsedkyně strany Miroslava Němcová. Prezident Miloš Zeman ale s tímto postupem navzdory ústavním zvyklostem nesouhlasil a jmenoval vládu Jiřího Rusnoka, která ovšem podle očekávání nezískala důvěru Poslanecké sněmovny a vládla nadále v demisi. V důsledku těchto událostí poslanci odhlasovali rozpuštění Sněmovny a otevřeli tak cestu k předčasným volbám. Do nich vedla občanské demokraty původně zvažovaná premiérka Miroslava Němcová, stranu po rezignaci Petra Nečase vedl 1. místopředseda Martin Kuba. Heslem moderně pojaté kampaně bylo #Volimpravici. ODS ve volbách získala 7,72 % hlasů a 16 mandátů, což byl nejhorší výsledek v historii strany, občanští demokraté dokonce po těchto volbách nebyli ani nejsilnější pravicovou stranou, silnější byla TOP 09. Následně strana odešla po sedmi letech do opozice.

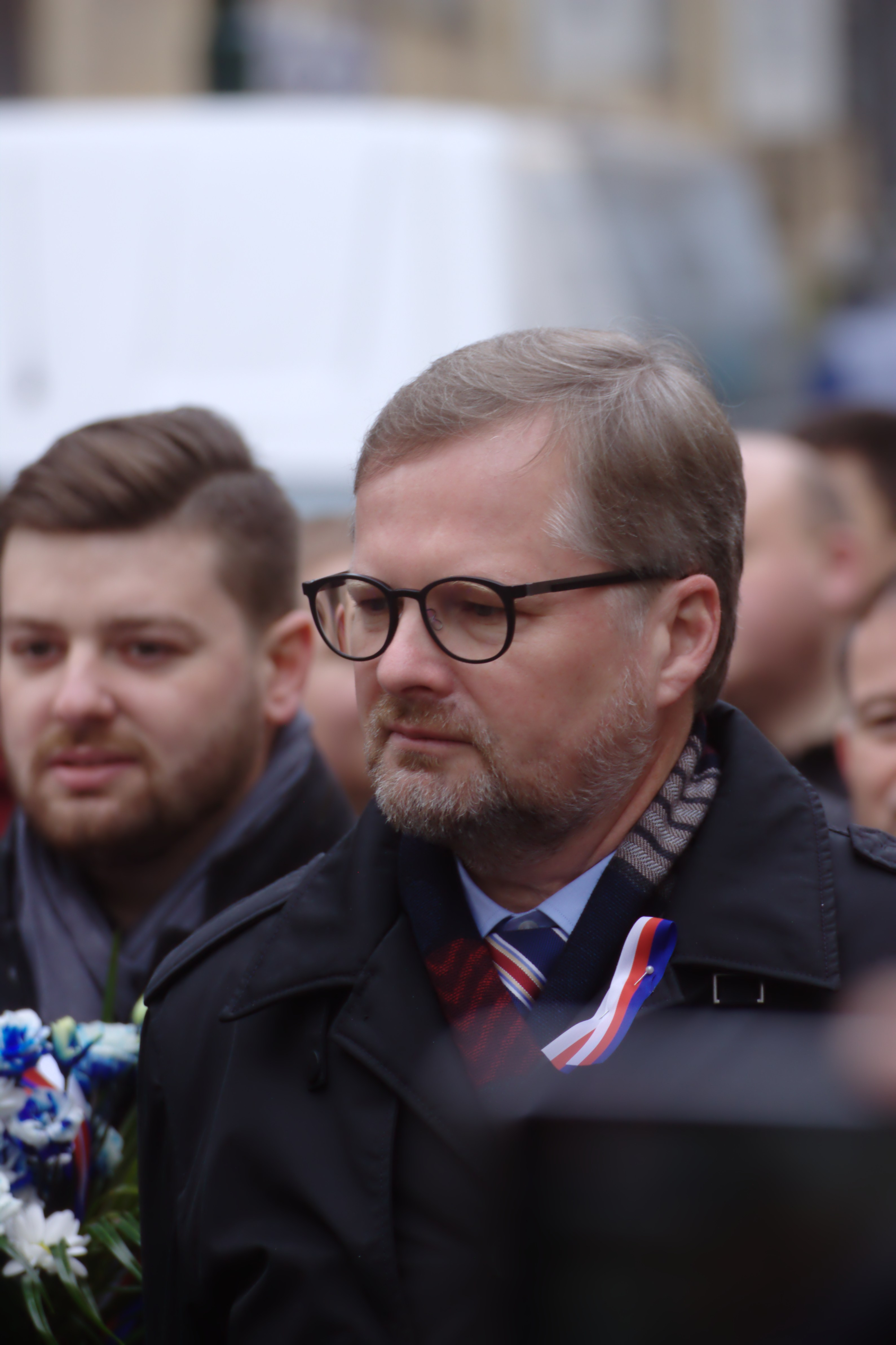
Petr Fiala, předseda strany od roku 2014

V lednu 2014 byl novým předsedou strany zvolen někdejší rektor Masarykovy univerzity v Brně a ministr školství v Nečasově vládě Petr Fiala, který tak ve volbách porazil Miroslavu Němcovou.

### Fialova éra (od roku 2014)

#### Volby do Evropského parlamentu 2014
V České republice přišli lidé k volbám do Evropského parlamentu 23. a 24. května 2014. ODS ve své předvolební kampani představila vizi „eurorealistické“ politiky. Občanští demokraté odmítli pouhý antagonismus vůči EU, stejně tak ale nesouhlasili s dalším přesouváním pravomocí do Bruselu. Hlavním motivem kampaně se stala Petice pro korunu, v rámci které se podařilo shromáždit více než 40 000 podpisů občanů, kteří tak vyjádřili přání zachovat korunu a nepřijímat euro. Post europoslance obhájili předseda europoslaneckého klubu Jan Zahradil a bývalý hejtman Evžen Tošenovský.

#### Komunální a senátní volby 2014
Navzdory předpovědím mnohých komentátorů ODS uspěla v komunálních volbách, které se uskutečnily 10. a 11. října 2014. Z hlediska procentuálního přepočtu získaných hlasů byla třetí nejsilnější parlamentní stranou, když je předstihlo pouze hnutí ANO a ČSSD. Občanští demokraté obhájili víc než 2 500 mandátů, do čela obcí se postavilo na 250 starostů zvolených za ODS.
První kolo senátních voleb se uskutečnilo společně s komunálními volbami, ODS v něm obhajovala 3 mandáty. Do druhého kola, které se konalo 17. a 18. října, postoupilo hned 7 kandidátů občanských demokratů, místo v horní komoře parlamentu získali 2 z nich.
V roce 2014 musela ODS v důsledku mediálního tlaku vrátit milion korun z podezřelého sponzorského daru od mladé kadeřnice Sabiny Spálovské.

#### Volby do Poslanecké sněmovny 2017
Předvolebním heslem strany bylo „Slušný lídr, dobrý program, silná pravice“. ODS ve sněmovních volbách roku 2017 překvapivě posílila o 9 mandátů a se ziskem 11,3 % hlasů se stala druhou nejsilnější stranou ve Sněmovně, před ní se s velkým náskokem ocitlo hnutí ANO. Potenciální koalice dvou nejsilnějších stran – ANO a ODS, jež by měla ve sněmovně těsnou většinu 103 hlasů, však byla jakožto předvolební slib občanskými demokraty odmítnuta. ANO následně po krátkém období menšinové vlády sestavilo druhou – koaliční vládu ANO a ČSSD s podporou KSČM. ODS se tak stala nejsilnější opoziční stranou a její předseda Petr Fiala se stal lídrem tzv. Demokratického bloku, který ukončil činnost v průběhu roku 2018.

#### Volby do zastupitelstev obcí a Senátu 2018

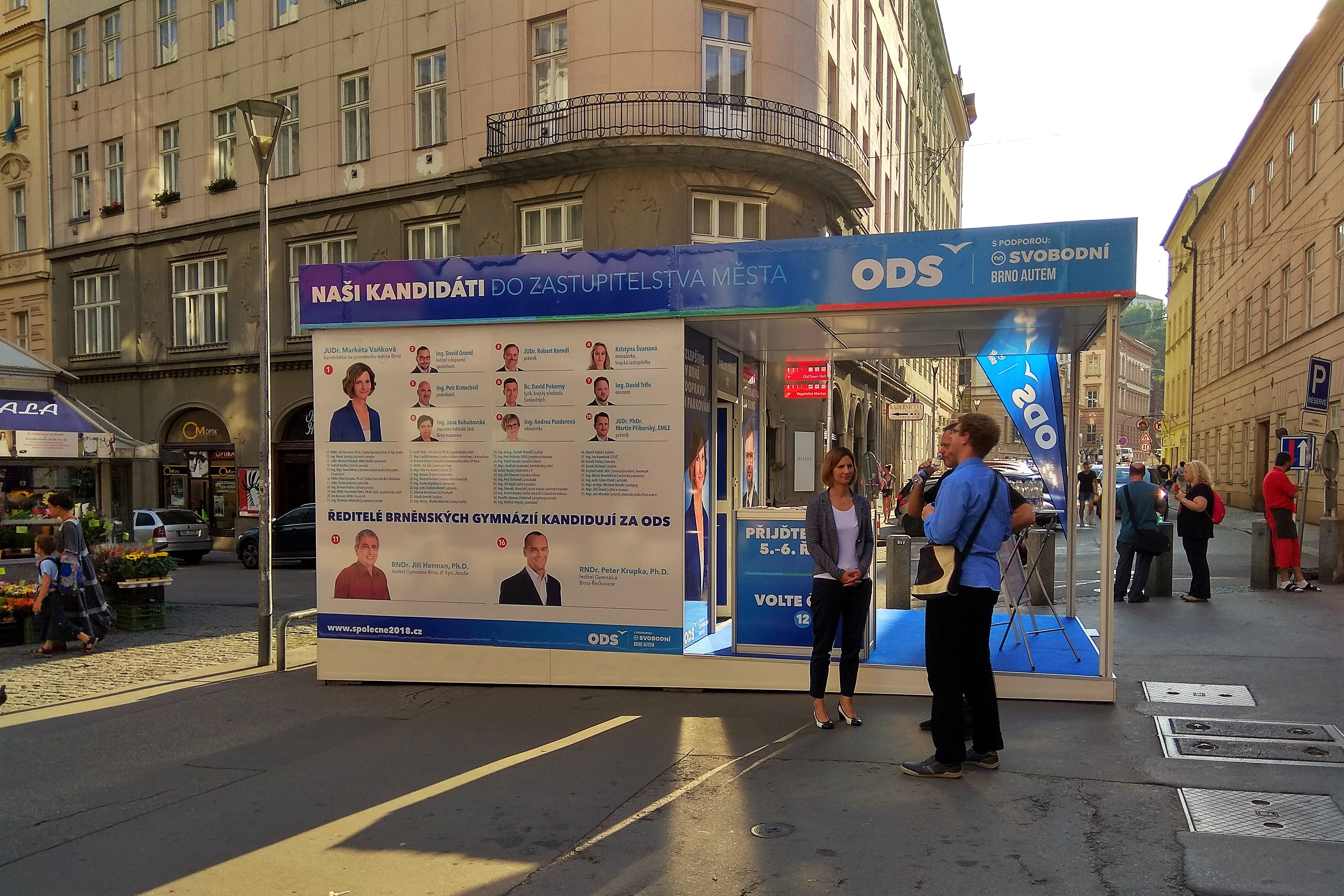
Předvolební stánek ODS v Brně, rok 2018

ODS ve volbách do zastupitelstev obcí uspěla a ve většině velkých měst posílila. Vyhrála také volby do zastupitelstva hlavního města Prahy, byť s minimálním náskokem oproti všem ostatním, kteří se do něj dostaly. Tři další subjekty – Piráti, Praha sobě a Spojené síly pro Prahu (volební koalice TOP 09, STAN a KDU-ČSL) ale uzavřely koalici mezi sebou a ODS se tak k funkcím v městské radě nedostala.
V senátních volbách však ODS drtivě zvítězila v obou kolech. Z prvního kola postoupilo 10 vlastních kandidátů a 3 další, kteří kandidovali v rámci koalice nebo s podporou ODS. Senátory se nakonec stalo 9 kandidátů ODS a 3, kteří kandidovali v rámci koalice nebo s podporou ODS (jeden z nich byl členem ODS). Do senátního klubu ODS se pak přidal ještě Ladislav Faktor, který kandidoval jako nezávislý, a Ivo Valenta, který se do Senátu dostal již dříve za Stranu soukromníků. Tento klub měl tedy 18 členů a až do doplňovacích voleb v roce 2019 se dělil o první místo s klubem Starostů a nezávislých. Úspěch v senátních volbách zaručil ODS zisk křesla předsedy Senátu pro senátora Jaroslava Kuberu, který tuto funkci vykonával až do svého náhlého úmrtí v lednu 2020. Poté jej nahradil jeho stranický kolega Miloš Vystrčil.

#### Volby do Evropského parlamentu 2019
Volby do Evropského parlamentu se uskutečnily 24. a 25. května 2019 a ODS v nich znovu posílila. Ve volbách skončila druhá za hnutí ANO s výsledkem 14,5 % hlasů a získala tak čtyři europoslance. Díky preferenčním hlasům se do Evropského parlamentu dostal i bývalý ministr pro evropské záležitosti Alexandr Vondra.

#### Krajské a senátní volby 2020

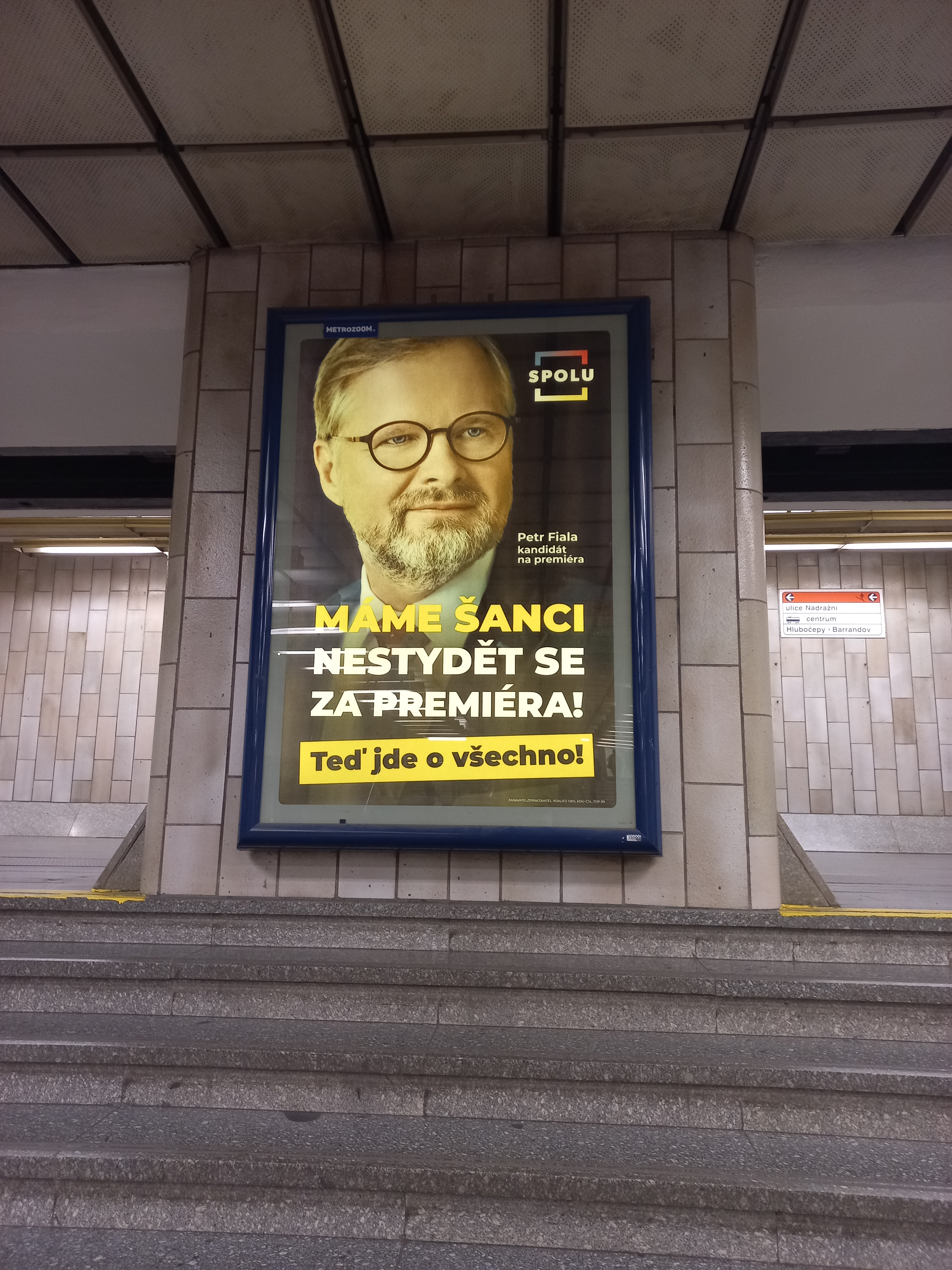
Kampaň koalice SPOLU v říjnu 2021

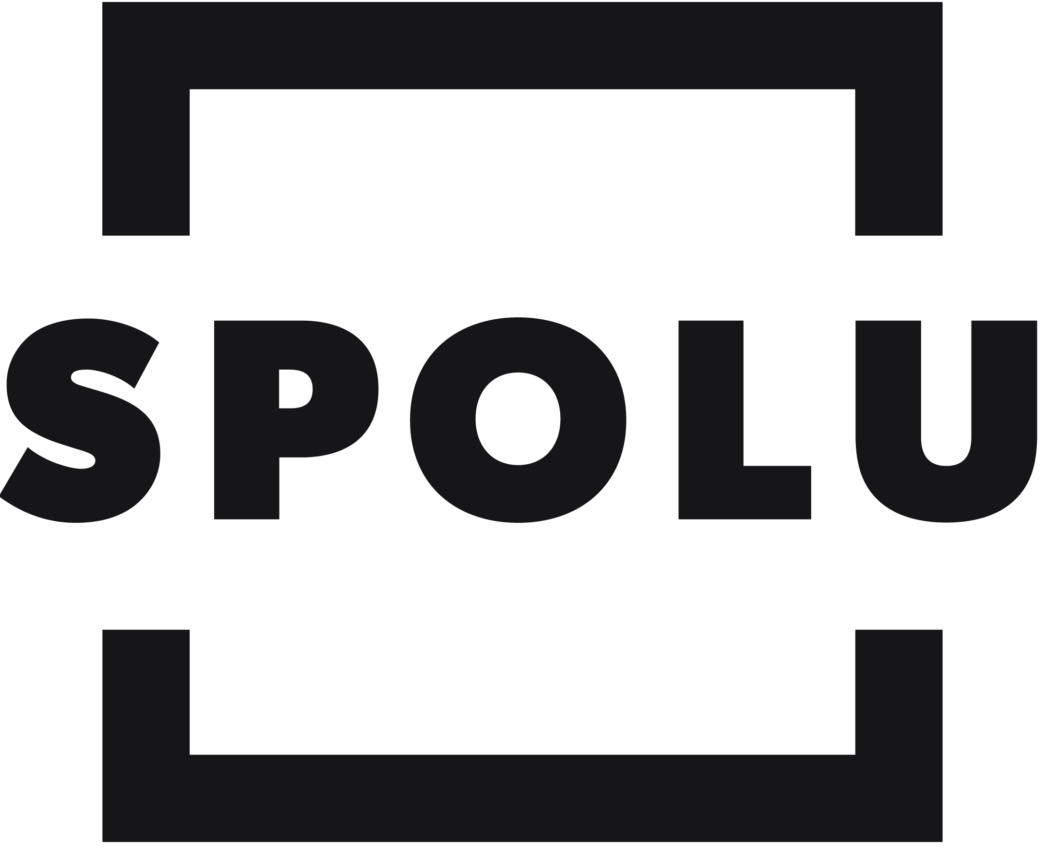
Logo koalice SPOLU

Před krajskými volbami uzavřela ODS v řadě krajů předvolební koalice. V koalici s hnutím STAN strana zvítězila v Královéhradeckém kraji, dobrých výsledků však dosáhla ve všech krajích a získala čtyři hejtmanské posty (v Plzeňském, Jihočeském a Královéhradeckém kraji a v Kraji Vysočina). Výrazně občanští demokraté uspěli i v senátních volbách. Po volbách byl vytvořen společný Senátorský klub ODS a TOP 09, který tak zůstal nejsilnějším senátním klubem a uhájil předsednickou funkci pro Miloše Vystrčila. Ten se měsíc před volbami stal jedním z nejznámějších českých politiků díky své cestě na Tchaj-wan, kde se stal nejvýše postaveným zahraničním státníkem, který kdy vystoupil před tamním parlamentem. Tuto Vystrčilovu zahraniční cestu výrazně zkritizovala totalitní Čína.

#### Koalice SPOLU
Strana dávala po úspěšných krajských volbách najevo, že se před nadcházejícími sněmovními volbami hodlá spojit s dalšími stranami do předvolební koalice. V říjnu 2020 byl oznámen vznik koalice ODS, TOP 09 a KDU-ČSL, která byla pojmenována SPOLU. Lídrem koalice a kandidátem na premiéra se stal Petr Fiala, vicelídry byli předsedkyně TOP 09 Markéta Pekarová Adamová a předseda KDU-ČSL Marian Jurečka. Průzkumy této koalici zprvu příliš nenahrávaly, koalice začala stoupat až během letních prázdnin v roce 2021. I těsně před volbami předvídaly průzkumy koalici druhé místo se ziskem kolem 24 % hlasů (první mělo být hnutí ANO dosavadního premiéra Babiše). V posledním týdnu před volbami však koalice SPOLU dokázala mobilizovat voliče, a zvítězila tak se ziskem 27,79 % hlasů. Koalice získala 71 mandátů, samotná ODS pak 34 mandátů. Po volbách začala koalice na základě svého předvolebního slibu vyjednávat o nové vládě s koalicí Piráti a Starostové.

#### Návrat do vlády po volbách 2021
Dne 17. prosince 2021 byla jmenována vláda Petra Fialy, čímž se ODS po osmi letech znovu vrátila do Strakovy akademie. Ve vládě strana získala šest ministerských postů: předsednické křeslo pro Petra Fialu, ministerstvo financí pro Zbyňka Stanjuru, ministerstvo spravedlnosti pro Pavla Blažka, na ministerstvo dopravy usedl Martin Kupka, na ministerstvo kultury Martin Baxa a ministryní obrany se stala Jana Černochová. V červnu 2025 nahradila Pavla Blažka na postu ministryně spravedlnosti Eva Decroix.

## Členská základna
| Počet členů ODS | Počet členů ODS |
| Rok             | Počet členů     |
| --------------- | --------------- |
| 1991            | 18 557          |
| 1992 (červen)   | 21 615          |
| 1992 (prosinec) | 23 269          |
| 1993            | 21 984          |
| 1994            | 22 980          |
| 1995            | ?               |
| 1996            | 22 899          |
| 1997            | 22 095          |
| 1998            | 19 335          |
| 1999            | 18 432          |
| 2000            | 18 908          |
| 2001            | 17 962          |
| 2002            | 20 412          |
| 2003            | 21 641          |
| 2004            | 22 138          |
| 2005            | 26 155          |
| 2006            | 26 296          |
| 2007            | 29 429          |
| 2008            | 30 805          |
| 2009            | 34 216          |
| 2010            | 31 110          |
| 2011            | 27 164          |
| 2012            | 25 245          |
| 2013            | 21 074          |
| 2014            | 17 944          |
| 2015            | ?               |
| 2016            | ?               |
| 2017            | 14 005          |
| 2018            | 14 123          |
| 2019            | 13 563          |
| 2020            | 13 550          |
| 2021            | 12 500          |
| 2022            | 12 049          |
| 2023            | 11 543          |
| 2024            | 11 070          |
| Zdroje:         |                 |

## Historie předsedů a místopředsedů
| - Čestný předseda: - Václav Klaus (2002–2008) - Předseda: - Václav Klaus (1991–2002) - Mirek Topolánek (2002–2010) - Petr Nečas (2010–2013) - Petr Fiala (2014–dosud) - 1. místopředseda: - Petr Čermák (1992–1994) - Libor Novák (1994–1996) - Jan Zahradil (2002–2004) - Petr Nečas (2004–2006) - Pavel Bém (2006–2008) - David Vodrážka (2008–2010) - Miroslava Němcová (2010–2012) - Martin Kuba (2012–2014) - Jan Zahradil (2014–2016) - Alexandra Udženija (2016–2020) - Zbyněk Stanjura (2020–dosud) | - Místopředsedové: - Petr Čermák (1991–1992) - Jiří Kovář (1991–1992) - Jiří Vlach (1992–1996) - Josef Zieleniec (1991–1997) - Jan Stráský (1992–1997) - Ivan Pilip (1995–1997) - Miroslav Macek (1991–1992; 1996–2001) - Libuše Benešová (1997–2001) - Miroslav Beneš (1997–1999; 2001–2002) - Pavel Bém (2004–2006) - Ivan Langer (2001–2002; 2004–2010) - Petr Nečas (2001–2004; 2006–2010) - Petr Bendl (2002–2010) - Petr Gandalovič (2006–2010) - Pavel Drobil (2010–2012) - Miroslava Němcová (2002–2006; 2012–2014) - Pavel Blažek (2010–2014) - Tomáš Chalupa (2012–2014) - Jiří Pospíšil (2012–2014) - Martin Novotný (2012–2016) - Drahomíra Miklošová (2016–2018) - Evžen Tošenovský (2014–2020) - Miloš Vystrčil (2014–2022) - Zdeněk Zajíček (2022–2023) - Martin Kupka (2014–dosud) - Martin Baxa (2018–dosud) - Alexandr Vondra (2010–2012; 2020–dosud) - Eva Decroix (2024–dosud) | - Předseda poslaneckého klubu PČR: - Jiří Honajzer (1992–1996; 1997) - Milan Uhde (1996–1997) - Jan Černý (1997–1998) - Vlastimil Tlustý (1998–2006) - Petr Tluchoř (2006–2011) - Zbyněk Stanjura (2011–2012; 2013–2021) - Marek Benda (2012–2013; 2021–dosud) - Předseda senátorského klubu PČR: - Milan Kondr (1996–1998) - Mirek Topolánek (1998–2002) - Jiří Liška (2002–2004) - Jiří Stříteský (2007–2009) - Tomáš Julínek (2004–2007; 2009–2010) - Richard Svoboda (2010–2012) - Jaroslav Kubera (2012–2016) - Miloš Vystrčil (2016–2020) - Martin Červíček (2020) - Zdeněk Nytra (2020–dosud) - Předseda poslaneckého klubu EP: - Jan Zahradil (2004–2023) - Veronika Vrecionová (2023–dosud) |

## Volební výsledky

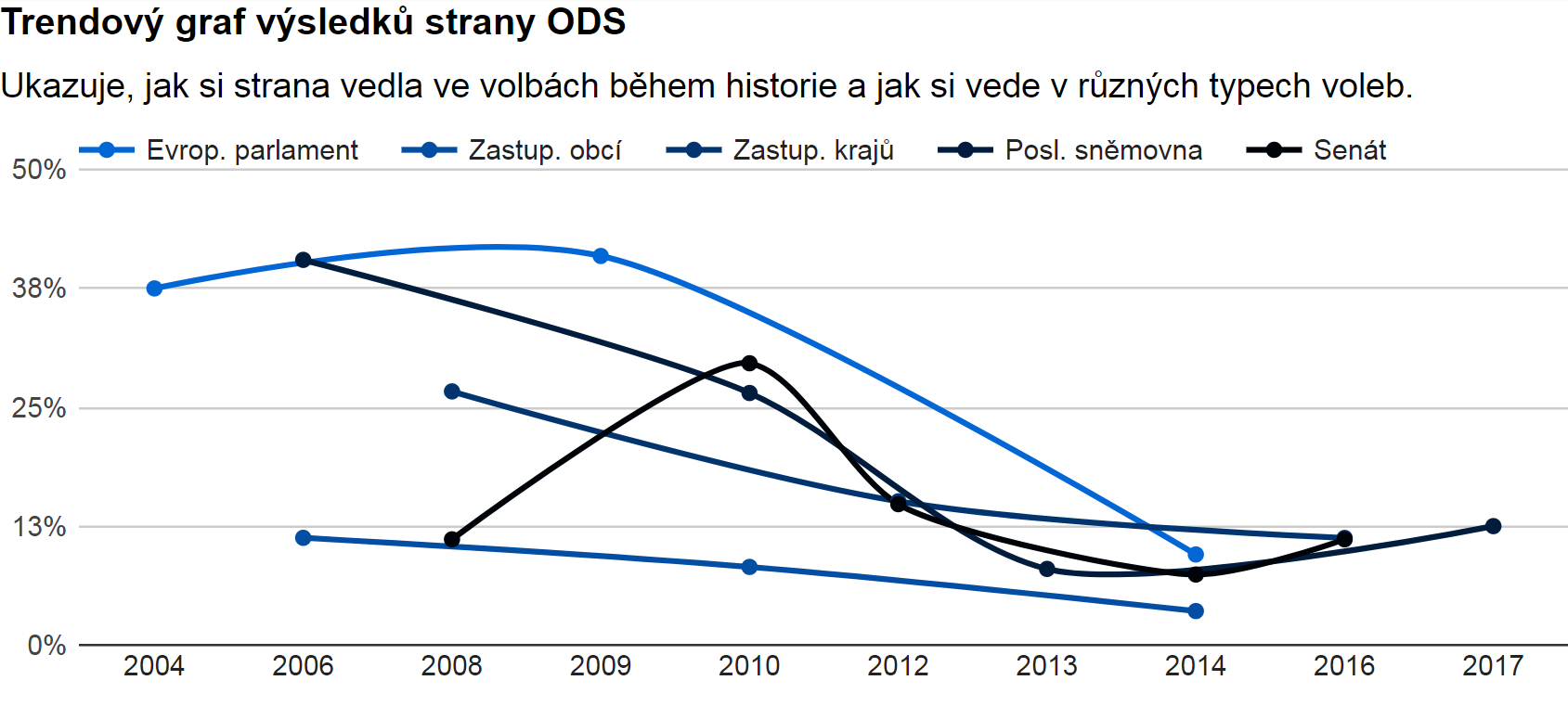
Volební výsledky ODS – trend

Výsledky ODS (v koalici s KDS) ve volbách do České národní rady v roce 1992

Výsledky ODS ve volbách do Poslanecké sněmovny v roce 1996

Výsledky ODS ve volbách do Poslanecké sněmovny v roce 1998

Výsledky ODS ve volbách do Poslanecké sněmovny v roce 2002

Výsledky ODS ve volbách do Poslanecké sněmovny v roce 2006

Výsledky ODS ve volbách do Poslanecké sněmovny v roce 2010

Výsledky ODS ve volbách do Poslanecké sněmovny v roce 2013

Výsledky ODS ve volbách do Poslanecké sněmovny v roce 2017

Výsledky koalice SPOLU, v rámci které kandidovala ODS ve volbách do Poslanecké sněmovny v roce 2021

### Volby v Československu

#### Volby do Federálního shromáždění
| Volby | Komora          | Počet hlasů | Hlasy v % | Počet mandátů |
| ----- | --------------- | ----------- | --------- | ------------- |
| 1992  | Sněmovna lidu   | 2 200 937   | 33,9      | 42/150        |
| 1992  | Sněmovna národů | 2 168 421   | 33,43     | 34/150        |

#### Volby do České národní rady
| Volby | Počet hlasů | Hlasy v % | Změna | Mandátů | Změna | Pozice |
| ----- | ----------- | --------- | ----- | ------- | ----- | ------ |
| 1992  | 1 924 483   | 29,73     | –     | 66/200  | ▲ 66  | vláda  |

Vysvětlivky
1. 1 2 3  V koalici s KDS.

#### Volby do Slovenské národní rady
| Volby | Počet hlasů | Hlasy v % | Změna | Mandátů | Změna | Pozice |
| ----- | ----------- | --------- | ----- | ------- | ----- | ------ |
| 1992  | 102 058     | 3,31      | –     | 0/150   | –     | –      |

Vysvětlivky
1. ↑  Minoritní partner v koalici s Demokratickou stranou.

### Volby do Poslanecké sněmovny
| Volby | Počet hlasů           | Hlasy v %             | Změna                 | Mandátů | Změna | Pozice              |
| ----- | --------------------- | --------------------- | --------------------- | ------- | ----- | ------------------- |
| 1996  | 1 794 560             | 29,6                  | ▼ 0,13                | 68/200  | ▲ 2   | vláda               |
| 1998  | 1 656 011             | 27,74                 | ▼ 1,86                | 63/200  | ▼ 5   | podporující opozice |
| 2002  | 1 166 975             | 24,47                 | ▼ 3,27                | 58/200  | ▼ 5   | opozice             |
| 2006  | 1 892 475             | 35,8                  | ▲ 11,33               | 81/200  | ▲ 23  | vláda (1., 2.)      |
| 2010  | 1 057 792             | 20,22                 | ▼ 15,58               | 53/200  | ▼ 28  | vláda               |
| 2013  | 384 174               | 7,72                  | ▼ 12,5                | 16/200  | ▼ 37  | opozice             |
| 2017  | 572 962               | 11,32                 | ▲ 3,6                 | 25/200  | ▲ 9   | opozice             |
| 2021  | Součást koalice SPOLU | Součást koalice SPOLU | Součást koalice SPOLU | 34/200  | ▲ 9   | vláda               |

Vysvětlivky
1. ↑  Počet hlasů pro koalici celkem: 1 493 905, 27,79 %, ▲ 5,36 %

### Prezidentské volby
| Volby | Kandidát        | Hlasování | Počet hlasů | Počet % | Komentář               |
| ----- | --------------- | --------- | ----------- | ------- | ---------------------- |
| 2013  | Přemysl Sobotka | 1. kolo   | 126 846     | 2,46    | Nepostoupil do 2. kola |

### Volby do Senátu
| Volby | Mandáty | Celkem |
| ----- | ------- | ------ |
| 1996  | 32/81   | 32/81  |
| 1998  | 9/27    | 28/81  |
| 2000  | 8/27    | 22/81  |
| 2002  | 9/27    | 26/81  |
| 2003  | 1/2     | 27/81  |
| 2004  | 19/27   | 36/81  |
| 2006  | 14/27   | 41/81  |
| 2008  | 3/27    | 36/81  |
| 2010  | 8/27    | 25/81  |
| 2012  | 4/27    | 15/81  |
| 2014  | 2/27    | 14/81  |
| 2016  | 4/27    | 9/81   |
| 2018  | 9/27    | 16/81  |
| 2020  | 5/27    | 18/81  |
| 2022  | 8/27    | 23/81  |

### Volby do Evropského parlamentu
| Volby | Počet hlasů           | Hlasy %               | Změna                 | Mandátů |
| ----- | --------------------- | --------------------- | --------------------- | ------- |
| 2004  | 700 942               | 30,04                 | –                     | 9/24    |
| 2009  | 741 946               | 31,45                 | ▲ 1,41                | 9/22    |
| 2014  | 116 389               | 7,67                  | ▼ 23,78               | 2/21    |
| 2019  | 344 885               | 14,54                 | ▲ 6,87                | 4/21    |
| 2024  | Součást koalice SPOLU | Součást koalice SPOLU | Součást koalice SPOLU | 3/21    |

Vysvětlivky
1. ↑  Počet hlasů pro koalici celkem: 661 250, 22,27 %, ▲ 7,73 %

### Krajské volby
| Volby | Hlasy v % | Změna   | Mandáty | Změna | Hejtmani |
| ----- | --------- | ------- | ------- | ----- | -------- |
| 2000  | 23,82     | –       | 185/675 | –     | 9/13     |
| 2004  | 36,36     | ▲ 12,54 | 291/675 | ▲ 106 | 12/13    |
| 2008  | 23,57     | ▼ 12,79 | 180/675 | ▼ 111 | 0/13     |
| 2012  | 12,28     | ▼ 11,29 | 102/675 | ▼ 78  | 0/13     |
| 2016  | 9,47      | ▼ 2,81  | 76/675  | ▼ 26  | 0/13     |
| 2020  | 6,96      | ▼ 2,51  | 99/675  | ▲ 23  | 4/13     |

Vysvětlivky
1. ↑  Nezahrnuje koalice

### Volby do Zastupitelstva hl. m. Prahy
| Volby | Lídr             | Hlasy                             | %                                 | Mandáty | Změna | Pořadí | Pozice  |
| ----- | ---------------- | --------------------------------- | --------------------------------- | ------- | ----- | ------ | ------- |
| 1994  | Jan Koukal       | 11 658 227                        | 41,16                             | 23/70   | ▲ 23  | 1.     | koalice |
| 1998  | Jan Koukal       | 765 777                           | 36,88                             | 21/70   | ▼ 2   | 1.     | koalice |
| 2002  | Pavel Bém        | 1 592 119                         | 35,54                             | 30/70   | ▲ 9   | 1.     | koalice |
| 2006  | Pavel Bém        | 14 389 435                        | 54,43                             | 42/70   | ▲ 12  | 1.     | koalice |
| 2010  | Bohuslav Svoboda | 796 218                           | 23,10                             | 20/63   | ▼ 22  | 2.     | koalice |
| 2014  | Bohuslav Svoboda | 2 273 722                         | 10,97                             | 8/65    | ▼ 12  | 4.     | opozice |
| 2018  | Bohuslav Svoboda | 4 527 920                         | 17,87                             | 14/65   | ▲ 6   | 1.     | opozice |
| 2022  | Bohuslav Svoboda | Součást koalice „SPOLU pro Prahu“ | Součást koalice „SPOLU pro Prahu“ | 10/65   | ▼ 4   | 4.     | koalice |

Vysvětlivky
1. ↑  Počet hlasů pro koalici celkem: 5 828 523,	24,72 %

### Volby do zastupitelstev obcí
| Volby | Hlasy v % | Mandáty    |
| ----- | --------- | ---------- |
| 1994  | 29,56     | 7289/62160 |
| 1998  | 24,16     | 5697/62920 |
| 2002  | 25,21     | 5715/62494 |
| 2006  | 36,2      | 7011/62426 |
| 2010  | 18,78     | 5112/62178 |
| 2014  | 9,01      | 2398/62121 |
| 2018  | 11,09     | 2281/61950 |
| 2022  | 3,61      | 2294/61780 |

Vysvětlivky
1. ↑  Nezahrnuje koalice

## Politici ODS

### Vláda České republiky
Po volbách v říjnu 2021 pověřil prezident Miloš Zeman sestavením nové vlády předsedu ODS a volebního lídra koalice SPOLU Petra Fialu. Toho následně jmenoval 28. listopadu 2021 předsedou koaliční vlády, kterou tvoří ODS, STAN, KDU-ČSL a TOP 09. ODS v ní zastupuje kromě premiéra Fialy ministr financí a 1. místopředseda ODS Zbyněk Stanjura, ministryně obrany Jana Černochová a místopředsedové ODS ministr dopravy Martin Kupka, ministryně spravedlnosti Eva Decroix a ministr kultury Martin Baxa.

### Poslanci Parlamentu České republiky
Poslanecký klub ODS má 34 členů, z toho 5 žen. Předsedou klubu je Marek Benda, 1. místopředsedkyní klubu je ministryně spravedlnosti Eva Decroix. Místopředsedou Poslanecké sněmovny za ODS je Jan Skopeček. ODS náleží vedení tří poslaneckých výborů. Předsedou Hospodářského výboru je Ivan Adamec, Výbor pro bezpečnost vede Pavel Žáček a Výbor pro zdravotnictví pražský primátor Bohuslav Svoboda.

### Senátoři Parlamentu České republiky
Ve společném Senátorském klubu ODS a TOP 09 je aktuálně 35 členů, z toho 23 nominovaných ODS, 6 nominovaných TOP 09, 2 jsou nezávislí a po 1 nominanti Svobodných, SEN 21, T2020 a STAN. Předsedou klubu je ostravský senátor Zdeněk Nytra. Předsedou Senátu je Miloš Vystrčil, místopředsedou Senátu pak Jiří Oberfalzer. ODS dále nominovala tyto předsedy senátních výborů: Miloš Vystrčil (Organizační výbor), Tomáš Goláň (Ústavně-právní výbor), Vladislav Vilímec (Výbor pro záležitosti EU) a Roman Kraus (Výbor pro zdravotnictví).

### Poslanci Evropského parlamentu
- Ondřej Krutílek
- Alexandr Vondra
- Veronika Vrecionová

### Hejtmani krajů
| Kraj           | Koalice | Hejtman     |
| -------------- | ------- | ----------- |
| Jihočeský kraj | ODS     | Martin Kuba |

### Primátoři statutárních měst
| Město              | Koalice                               | Primátor               |
| ------------------ | ------------------------------------- | ---------------------- |
| Praha              | ODS, TOP 09, KDU-ČSL, Piráti, STAN    | Bohuslav Svoboda       |
| Brno               | ODS, TOP 09, ANO, KDU-ČSL, STAN, ČSSD | Markéta Vaňková        |
| České Budějovice   | ODS, KDU-ČSL, TOP 09, Piráti, JIH 12  | Dagmar Škodová Parmová |
| Jihlava            | ODS, KDU-ČSL, ANO                     | Petr Ryška             |
| Jablonec nad Nisou | ODS, Piráti, Zelení, KDU-ČSL, SLK     | Miloš Vele             |
| Mladá Boleslav     | ODS, ANO, VpMB, STAN, ČSSD            | Raduan Nwelati         |

### Starostové měst
| Město                 | Starosta          |
| --------------------- | ----------------- |
| Soběslav              | Jindřich Bláha    |
| Hluboká nad Vltavou   | Tomáš Jirsa       |
| Rudolfov              | Vít Kavalír       |
| Zliv                  | Radek Rothschedl  |
| Třeboň                | Jan Váňa          |
| Deštná                | David Šašek       |
| Oslavany              | Vít Aldorf        |
| Blansko               | Jiří Crha         |
| Podivín               | Martin Důbrava    |
| Vyškov                | Karel Jurka       |
| Mikulov               | Rostislav Koštial |
| Pohořelice            | Miroslav Novák    |
| Modřice               | Josef Šiška       |
| Ostrov                | Jan Bureš         |
| Nový Bydžov           | Pavel Louda       |
| Trutnov               | Michal Rosa       |
| Rovensko pod Troskami | Jiřina Bláhová    |
| Jilemnice             | David Hlaváč      |
| Smržovka              | Marek Hotovec     |
| Frýdlant              | Jiří Stodůlka     |
| Cvikov                | Jaroslav Švehla   |

| Město                  | Starosta          |
| ---------------------- | ----------------- |
| Frenštát pod Radhoštěm | Miroslav Halatin  |
| Kopřivnice             | Miroslav Kopečný  |
| Budišov nad Budišovkou | Patrik Schramm    |
| Šternberk              | Stanislav Orság   |
| Velká Bystřice         | Marek Pazdera     |
| Uničov                 | Radek Vincour     |
| Štíty                  | Jiří Vogel        |
| Přelouč                | Irena Burešová    |
| Polička                | Jaroslav Martinů  |
| Horšovský Týn          | Josef Holeček     |
| Sušice                 | Petr Mottl        |
| Klatovy                | Rudolf Salvetr    |
| Hrádek                 | Marcela Sobotková |
| Benátky nad Jizerou    | Karel Bendl       |
| Kostelec nad Labem     | Josef Chalupa     |
| Beroun                 | Soňa Chalupová    |
| Klecany                | Daniel Dvořák     |
| Dobřichovice           | Petr Hampl        |
| Bystřice               | Michal Hodík      |
| Slaný                  | Martin Hrabánek   |
| Sedlčany               | Miroslav Hölzel   |

| Město                   | Starosta         |
| ----------------------- | ---------------- |
| Český Brod              | Jakub Nekolný    |
| Milovice                | Lukáš Pilc       |
| Čelákovice              | Josef Pátek      |
| Zásmuky                 | Marta Vaňková    |
| Králův Dvůr             | Petr Vychodil    |
| Rakovník                | Luděk Štíbr      |
| Litoměřice              | Ladislav Chlupáč |
| Vejprty                 | Jitka Gavdunová  |
| Kadaň                   | Jiří Kulhánek    |
| Podbořany               | Radek Reindl     |
| Telč                    | Vladimír Brtník  |
| Přibyslav               | Martin Kamarád   |
| Golčův Jeníkov          | Pavel Kopecký    |
| Humpolec                | Karel Kratochvíl |
| Pelhřimov               | Ladislav Med     |
| Jaroměřice nad Rokytnou | Karel Müller     |
| Havlíčkův Brod          | Jan Tecl         |
| Žirovnice               | Milan Šmíd       |
| Uherské Hradiště        | Stanislav Blaha  |
| Hulín                   | Roman Hoza       |
| Bojkovice               | Petr Viceník     |

## Orgány strany

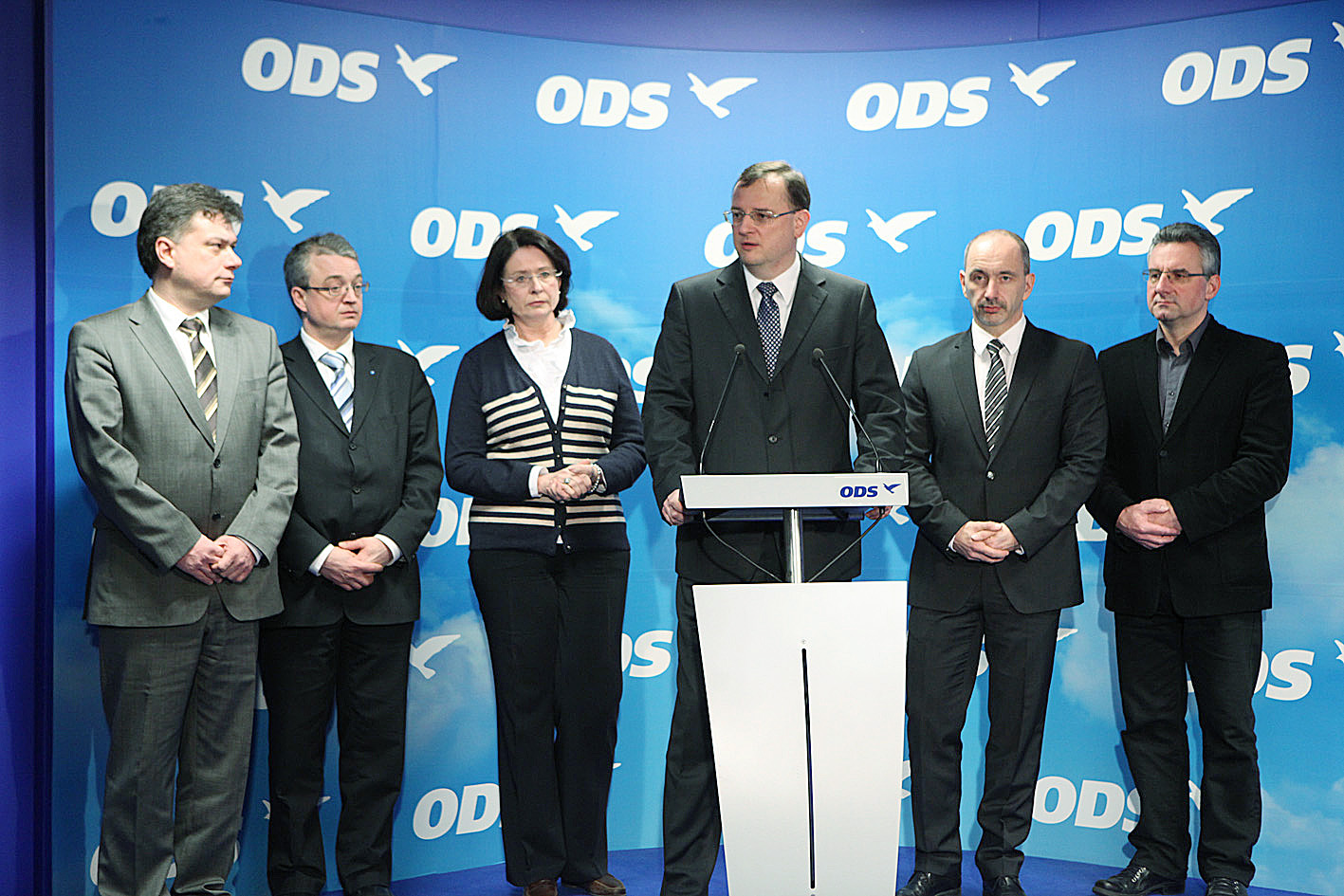
Tisková konference po jednání výkonné rady 28. ledna 2013. Zleva Pavel Blažek, Marek Benda, Miroslava Němcová, Petr Nečas, Martin Kuba a Jan Zahradil

Nejvyšším orgánem ODS je podle stanov kongres. Schází se každoročně, obvykle v zimě nebo na podzim. V sudých letech se volí vedení. Mezi kongresy rozhodují o činnosti strany výkonná rada, která má v současnosti 23 členů (členové předsednictva, po jednom zástupci z každého regionálního sdružení a předsedové parlamentních klubů), a republikový sněm (členové předsednictva, předsedové regionálních sdružení a předsedové oblastních sdružení). Výkonná rada se schází podle potřeby, nejméně 1× měsíčně. Důležitými orgány pro vnitřní chod strany jsou parlamentní kluby (poslanecký, senátorský a europoslanecký). Jejich předsedové jsou členy předsednictva a na politický chod strany mají zásadní vliv. Tyto kluby zřizují své sekretariáty v čele s klubovým tajemníkem. Předsednictvo (dříve grémium) průběžně řídí činnost strany mezi zasedáními výkonné rady. Skládá se z předsedy strany, jejích místopředsedů a předsedů parlamentních klubů.
Základní jednotkou ODS jsou místní sdružení v dané obci, či městě. Ta se seskupují do oblastních sdružení (kopírující v převážné většině bývalé okresy) a ta dále do regionálních sdružení (kopírující rozložení samosprávných krajů). Ve statutárních městech zpravidla kopíruje struktura místních sdružení jednotlivé městské části, či obvody a samotné statutární město je oblastním sdružením). Nejvyšším orgánem každého sdružení je sněm (místní, oblastní a regionální), který se koná podle stanov aspoň 1× ročně. Mezi sněmy řídí činnost sdružení jeho rada (místní, oblastní a regionální). V minulosti disponovaly od úrovně oblastí jednotlivá oblastní sdružení také svými kontrolními a revizními komise a také smírčími komisemi. Od úpravy stanov v roce 2013 jimi disponují pouze regionální sdružení a celostátní úroveň strany. Kontrolní a revizní komise má za úkol kontrolovat především hospodaření strany a správu jejího majetku, zatímco smírčí komise rozhoduje ve věcech sporů.

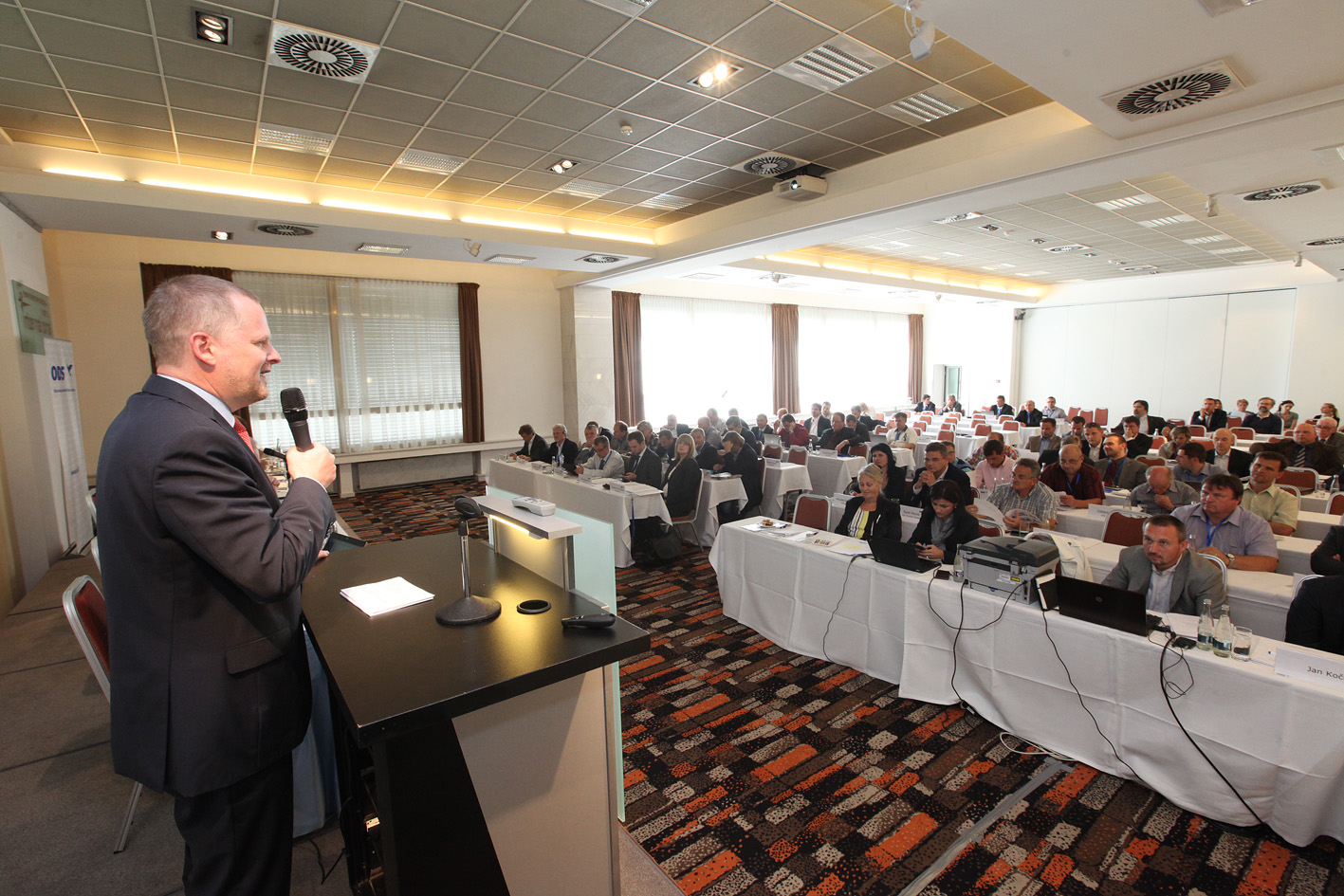
Petr Fiala na republikovém sněmu v Brně 23. června 2014

Dalšími orgány strany jsou straničtí manažeři (obdoba stranických tajemníků), kteří řídí provozní chod strany, ale na politické řízení strany nemají vliv (dle stanov ODS mají v orgánech strany pouze hlas poradní). Vrcholným představitelem je hlavní manažer ODS, kterého jmenuje výkonná rada a který spravuje chod hlavní kanceláře ODS. V minulosti mělo každé oblastní sdružení svého oblastního manažera a byla nastavena velice široká profesionální síť pracovníků strany. Dnes je již zachována struktura pouze regionálních manažerů, kteří mohou mít své asistenty.
Pokud má v daném místě či kraji ODS zastoupení v samosprávných orgánech, jsou zřizovány tzv. „Kluby zastupitelů“, které ale nemají právní zakotvení ve stanovách ODS a jsou pouze součástí jednacího řádu daného zastupitelstva. Kluby zastupitelů však mohou přijmout vlastní jednací řád, který je pro jeho členy závazný. V čele klubů stojí vždy jeho předseda a libovolný počet místopředsedů. V případě klubů krajských zastupitelů bývá ustanoven také tajemník klubu, který provozně řídí chod klubu. Status tajemníka klubu krajských zastupitelů je dán zvykově a v některých krajích je placeným zaměstnancem daného krajského úřadu (jako je tomu např. v Olomouckém kraji nebo v Praze).

### Předsednictvo
Na 31. kongresu ODS v Ostravě dne 13. dubna 2024 bylo zvoleno následující předsednictvo strany:
- předseda: Petr Fiala, předseda vlády ČR a poslanec PČR
  - 1. místopředseda: Zbyněk Stanjura, ministr financí a poslanec PČR
    - místopředseda: Martin Baxa, ministr kultury, poslanec PČR, zastupitel Plzeňského kraje a zastupitel statutárního města Plzeň
    - místopředsedkyně: Eva Decroix, ministryně spravedlnosti, 1. místopředsedkyně poslaneckého klubu a zastupitelka Kraje Vysočina
    - místopředseda: Martin Kupka, ministr dopravy, poslanec PČR, 1. náměstek hejtmanky Středočeského kraje a radní obce Líbeznice
    - místopředseda: Alexandr Vondra, poslanec Evropského parlamentu
      - předseda poslaneckého klubu: Marek Benda
      - předseda senátorského klubu: Zdeněk Nytra

### Výkonná rada
| Člen                | Funkce                             |
| ------------------- | ---------------------------------- |
| Petr Fiala          | předseda strany                    |
| Zbyněk Stanjura     | 1. místopředseda strany            |
| Martin Baxa         | místopředseda strany               |
| Eva Decroix         | místopředsedkyně strany            |
| Martin Kupka        | místopředseda strany               |
| Alexandr Vondra     | místopředseda strany               |
| Marek Benda         | předseda poslaneckého klubu        |
| Zdeněk Nytra        | předseda senátorského klubu        |
| Veronika Vrecionová | předsedkyně europoslaneckého klubu |

| Člen               | Region               |
| ------------------ | -------------------- |
| Petr Beitl         | Liberecký kraj       |
| Martin Červíček    | Královéhradecký kraj |
| Pavel Drobil       | Moravskoslezský kraj |
| Pavel Karpíšek     | Plzeňský kraj        |
| Petr Klár          | Zlínský kraj         |
| Michal Kortyš      | Pardubický kraj      |
| Martin Kuba        | Jihočeský kraj       |
| Jan Skopeček       | Středočeský kraj     |
| Petr Sokol         | Olomoucký kraj       |
| Zbyněk Stejskal    | Kraj Vysočina        |
| Michal Šidák       | Ústecký kraj         |
| Libor Šťástka      | Jihomoravský kraj    |
| Alexandra Udženija | Praha                |
| Jiří Vaněček       | Karlovarský kraj     |

| Člen            | Funkce                              |
| --------------- | ----------------------------------- |
| Jan Kočí        | hlavní manažer strany               |
| Jana Černochová | ministryně obrany                   |
| Jiří Bayer      | předseda kontrolní a revizní komise |
| Jiří Oberfalzer | předseda rozhodčí komise            |

### Vedení regionálních sdružení ODS
| Region               | Předseda                    | Místopředsedové                                                                                        |
| -------------------- | --------------------------- | --- |
| Hlavní město Praha   | Marek Benda                 | Vojtěch Kos (1. místopředseda), Tomáš Kaštovský, Lucie Kubesa, Jan Poupě, David Vodrážka               |
| Středočeský kraj     | Jan Skopeček                | Roman Jandík, Tomáš Martinec, Raduan Nwelati, Pavel Pavlík, Tomáš Vokurka                              |
| Liberecký kraj       | Dan Ramzer                  | Pavel Jihlavec, Marek Podsedníček, Jiří Stodůlka, Miloš Vele                                           |
| Ústecký kraj         | Karel Krejza                | Hynek Hanza (1. místopředseda), Marcel Kollman, Tomáš Rieger                                           |
| Karlovarský kraj     | Jiří Vaněček                | Petr Čavojský, Michal Pospíšil                                                                         |
| Plzeňský kraj        | Martin Baxa                 | Alois Čech, Roman Jurečko, Jiří Kalista, Pavel Karpíšek, Jan Šašek, Michal Šnebergr, Vladislav Vilímec |
| Jihočeský kraj       | Martin Kuba                 | Jan Bauer, Petr Eliáš, Tomáš Jirsa, Pavel Mádl, Michal Průša, Irena Ravandi, Radim Staněk              |
| Kraj Vysočina        | Eva Decroix                 | Karel Kratochvíl, Jan Mokříš, Pavel Nevrkla, Veronika Vošická Buráňová                                 |
| Pardubický kraj      | Radim Jirout                | Pavel Boštík, Josef Kopecký, Alexandr Krejčíř                                                          |
| Královéhradecký kraj | Ivan Adamec                 | Ivo Muthsam, Antonín Stanislav, Jiří Šorm, Oldřich Vlasák                                              |
| Jihomoravský kraj    | Jiří Crha (pověřen řízením) | Pavel Jankůj, Jiří Kasala, Pavel Kašník, Karel Podzimek, Vladimír Šmerda, Miloslav Švábenský           |
| Zlínský kraj         | Stanislav Blaha             | Petr Klár, Zbyněk Kudera, Josef Slovák                                                                 |
| Olomoucký kraj       | Martin Major                | Petr Sokol (1. místopředseda), Petr Kouba, Josef Ťulpík, Lubomír Žmolík                                |
| Moravskoslezský kraj | Radek Kaňa                  | Stanislav Folwarczny, Vladimír Návrat                                                                  |

## Loga strany

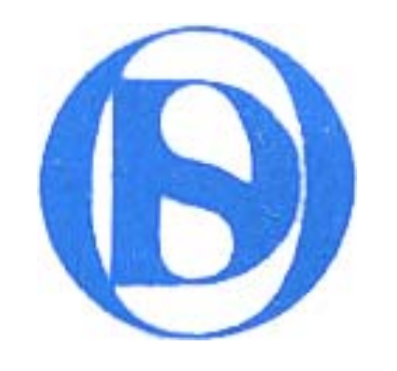
Logo (1991–1992)
Symbol strany (1994–2015)
Logo (od 2015)
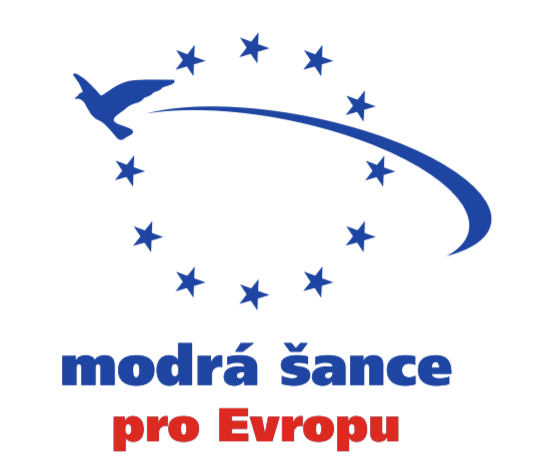
Volební logo (2004)
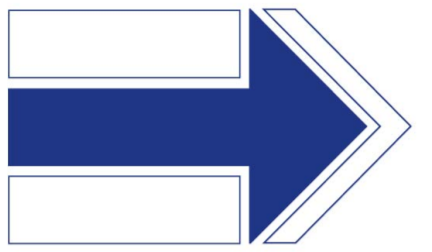
Volební logo (2006)

## Kritika
Kritika Občanské demokratické strany vychází z různých ideových pozic a je běžnou součástí politického boje. Velkých rozměrů dosáhla při skandálu s financováním strany a ve volbách do Poslanecké sněmovny v roce 1998 a znovu během vlády Mirka Topolánka v letech 2006–2009, kdy na kritice ODS postavila Česká strana sociálně demokratická svou volební kampaň nazvanou ODS Minus. ODS byla též kritizována ze strany politické pravice za nedostatečné prosazování pravicových hodnot v Topolánkově vládě. Zejména šlo o podpis Lisabonské smlouvy Mirkem Topolánkem a snahu prosadit ji v parlamentu, schválení antidiskriminačního zákona nebo uznání nezávislosti Kosova.

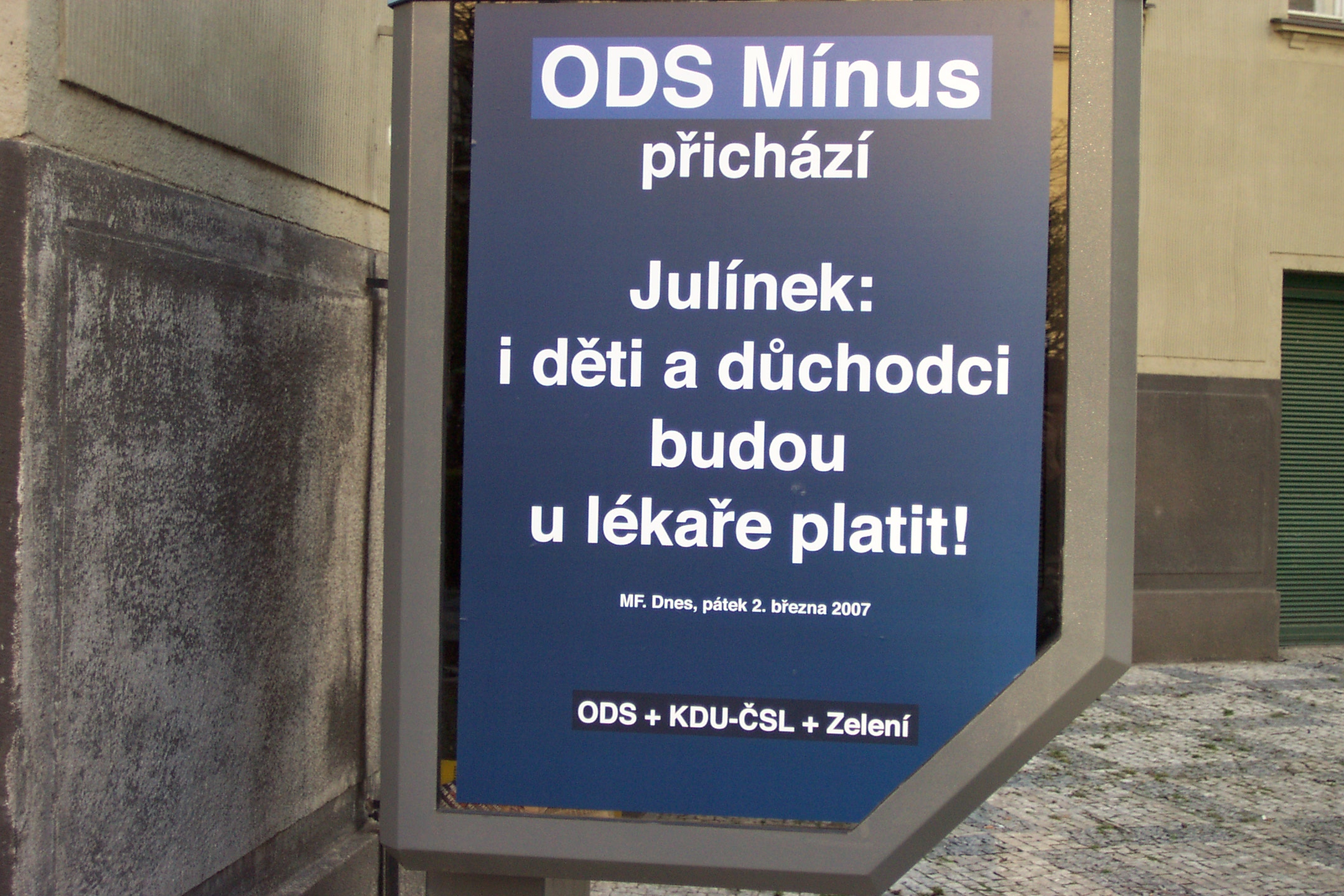
Kampaň ODS minus v roce 2006 se stala jedním ze symbolů ostré rivality dvou největších stran, ODS a ČSSD

Kromě kritiky ideologické je ODS též terčem kritiky věcné, nejčastěji v souvislosti s korupčním jednáním svých členů. Zvlášť silnou nevoli vyvolal například bývalý ministr dopravy Aleš Řebíček, za jehož působení ve vládě získala jeho „bývalá“ firma Viamont miliardové státní zakázky.[zdroj⁠?!] Šlo přitom o firmu s netransparentní vlastnickou strukturou, která využívala listinné akcie na majitele. Proto šlo předpokládat, že zde Aleš Řebíček stále vlastnil nemalý obchodní podíl a při rozhodování o veřejných zakázkách se jako ministr dopustil střetu zájmů a obohatil se o stovky miliónů korun.[zdroj⁠?!]
Jinou kontroverzní osobností ODS byl vlivný brněnský politik Jiří Hos, zvolený roku 2012 do výkonné rady a v roce 2021 ve funkci předsedy místního sdružení Brno-sever. Jiří Hos je obžalován v korupční kauze Stoka. Za členství ve zločinecké organizované skupině, přijetí úplatku a zjednání výhody při zadání veřejné zakázky mu státní zástupce navrhl trest devět let vězení a pokutu jeden milion korun. Výkonná rada ODS na svém jednání 10. února 2021 vyloučila Jiřího Hose pro poškozování dobrého jména strany a zároveň oznámila všem členům místního sdružení Brno-sever, že jejich organizaci zrušila.
Před sněmovními volbami v říjnu 2021 byla ODS opakovaně zobrazována ze strany ČSSD jako hrozba. ODS byla obviňována ze záměrů na privatizaci České pošty nebo Českých drah a z plánu na omezování důchodů. Rovněž byla ODS obviňována ze záměru vstoupit po volbách do vlády s hnutím ANO, což ODS opakovaně odmítla a tento postoj si zachovala i po volbách.

## Významné osobnosti v historii strany
- Václav Klaus – předseda strany, prezident, předseda vlády, ministr financí a předseda Poslanecké sněmovny
- Milan Uhde – ministr kultury, předseda Poslanecké sněmovny a předseda poslaneckého klubu
- Jan Stráský – místopředseda strany, předseda vlády, ministr dopravy, ministr zdravotnictví a poslanec
- Josef Zieleniec – místopředseda strany, místopředseda vlády, ministr zahraničí a poslanec
- Miroslav Macek – místopředseda strany, místopředseda vlády a poslanec
- Ivan Kočárník – místopředseda vlády, ministr financí a poslanec
- Jan Ruml – ministr vnitra a poslanec
- Ivan Pilip – místopředseda strany, ministr školství, ministr financí a poslanec
- Libuše Benešová – místopředsedkyně strany a předsedkyně Senátu
- Mirek Topolánek – předseda strany, předseda vlády, předseda senátorského klubu, místopředseda Senátu a poslanec
- Pavel Bém – 1. místopředseda strany, poslanec, primátor Hlavního města Prahy a starosta městské části Praha 6
- David Vodrážka – 1. místopředseda strany, poslanec a starosta městské části Praha 13
- Přemysl Sobotka – předseda Senátu a neúspěšný kandidát na prezidenta
- Alexandr Vondra – místopředseda strany, místopředseda vlády, ministr zahraničí, ministr pro evropské záležitosti, ministr obrany, senátor a europoslanec
- Ivan Langer – místopředseda strany, ministr informatiky, ministr vnitra a místopředseda Poslanecké sněmovny
- Petr Gandalovič – místopředseda strany a ministr pro místní rozvoj, ministr zemědělství, poslanec a primátor Ústí nad Labem
- Vlastimil Tlustý – ministr financí a předseda poslaneckého klubu
- Tomáš Julínek – ministr zdravotnictví a předseda senátorského klubu
- Martin Říman – ministr dopravy, ministr průmyslu a obchodu a poslanec
- Petr Nečas – předseda strany, předseda vlády, ministr práce a sociálních věcí, ministr obrany a poslanec
- Miroslava Němcová – 1. místopředsedkyně strany, předsedkyně Poslanecké sněmovny, senátorka a neúspěšná kandidátka na předsedkyni vlády
- Martin Kuba – 1. místopředseda strany, ministr průmyslu a obchodu, předseda Asociace krajů ČR a hejtman Jihočeského kraje
- Petr Bendl – místopředseda strany, ministr dopravy, ministr zemědělství, poslanec, hejtman Středočeského kraje a starosta Kladna
- Pavel Blažek – místopředseda strany, ministr spravedlnosti a poslanec
- Pavel Drobil – místopředseda strany, ministr životního prostředí a poslanec
- Tomáš Chalupa – místopředseda strany, ministr životního prostředí, poslanec a starosta městské části Praha 6
- Jiří Pospíšil – místopředseda strany, ministr spravedlnosti a místopředseda Poslanecké sněmovny
- Zbyněk Stanjura – 1. místopředseda strany, ministr dopravy, ministr financí, předseda poslaneckého klubu a primátor Opavy
- Bohuslav Svoboda – poslanec a primátor Hlavního města Prahy
- Petr Fiala – předseda strany, předseda vlády, ministr školství a místopředseda Poslanecké sněmovny
- Jan Zahradil – 1. místopředseda strany, poslanec, předseda europoslaneckého klubu a neúspěšný kandidát na předsedu Evropské komise
- Alexandra Udženija – 1. místopředsedkyně strany a starostka městské části Praha 2
- Jaroslav Kubera – předseda Senátu, předseda senátorského klubu a primátor Teplic
- Miloš Vystrčil – místopředseda strany, předseda Senátu, předseda senátorského klubu, hejtman Kraje Vysočina a starosta Telče
- Evžen Tošenovský – místopředseda strany, europoslanec, předseda Asociace krajů ČR, hejtman Moravskoslezského kraje a primátor Ostravy
- Marek Benda – předseda poslaneckého klubu
- Martin Baxa – místopředseda strany, ministr kultury, poslanec a primátor Plzně
- Jana Černochová – ministryně obrany, poslankyně a starostka Prahy 2
- Martin Kupka – místopředseda strany, ministr dopravy, poslanec a starosta Líbeznic
- Eva Decroix, místopředsedkyně strany, ministryně spravedlnosti, poslankyně